# 22. Juli
Der 22. Juli ist der 203. Tag des gregorianischen Kalenders (der 204. in Schaltjahren), somit bleiben 162 Tage bis zum Jahresende.

## Ereignisse

### Politik und Weltgeschehen
- 1099: Gottfried von Bouillon wird der erste Herrscher des Königreichs Jerusalem, das nach der Eroberung der Stadt im Ersten Kreuzzug errichtet worden ist. Er verweigert jedoch die Königskrone und nimmt stattdessen den Titel Advocatus sancti sepulchri an.
- 1209: Im Rahmen des Albigenserkreuzzugs nehmen die Kreuzritter die rund 20.000 Einwohner zählende südfranzösische Stadt Béziers, eine Hochburg der Katharer, ein und töten die gesamte Bevölkerung.
- 1227: In der Schlacht bei Bornhöved wird Waldemar II. von Adolf IV. von Schauenburg und Holstein geschlagen und muss Holstein aufgeben.

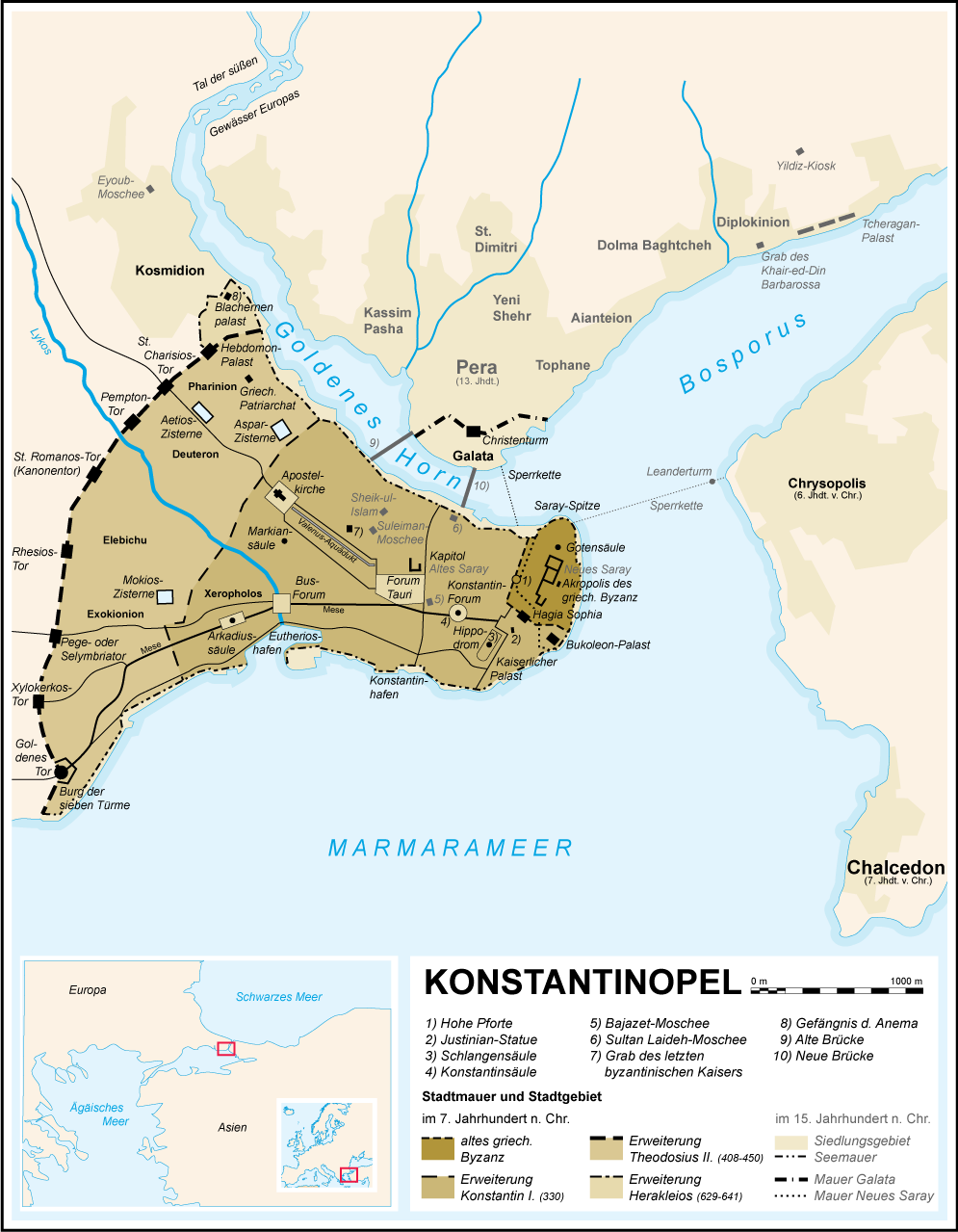
1295: Konstantinopel

- 1295: Eine venezianische Flotte erscheint vor Konstantinopel und zerstört Wohnungen der Genueser im Stadtteil Galata.
- 1298: Während der Schottischen Unabhängigkeitskriege besiegt Englands König Eduard I. mit seiner Armee in der Schlacht von Falkirk die von William Wallace angeführten Schotten.
- 1378: Die Stadtregierung von Florenz wird durch den Ciompi-Aufstand gestürzt. Interessengegensätze der Rebellen führen jedoch nach wenigen Wochen zu ihrer Rückkehr.

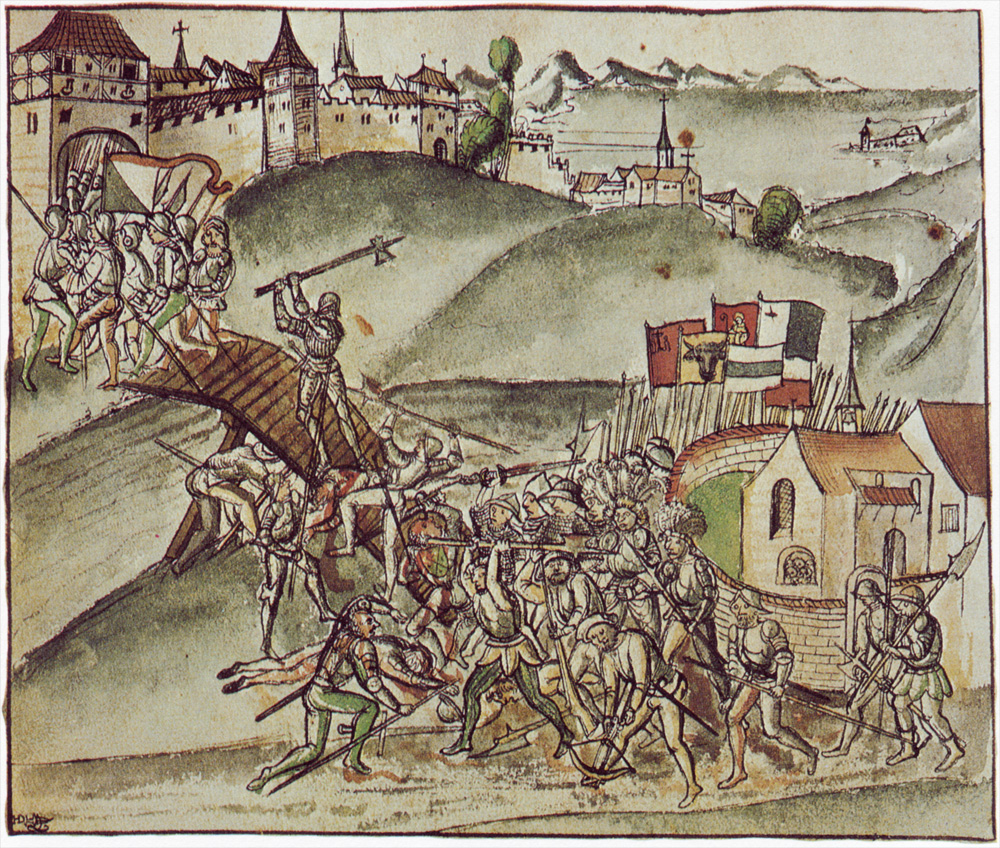
1443: Verteidigung der Sihlbrücke

- 1443: Alter Zürichkrieg: Ein Heerzug der Zürcher gegen die Eidgenossen endet mit einer Niederlage in der Schlacht bei St. Jakob an der Sihl.
- 1456: Die am 4. Juli begonnene Belagerung Belgrads durch die Osmanen unter Sultan Mehmed II. endet mit dem Abzug der Belagerer. Die erfolgreiche Verteidigung durch Johann Hunyadi bewahrt die Unabhängigkeit Ungarns für die folgenden 70 Jahre.
- 1499: In der Schlacht bei Dornach, der letzten kriegerischen Auseinandersetzung des Schwabenkrieges, besiegen die Eidgenossen den Schwäbischen Bund.

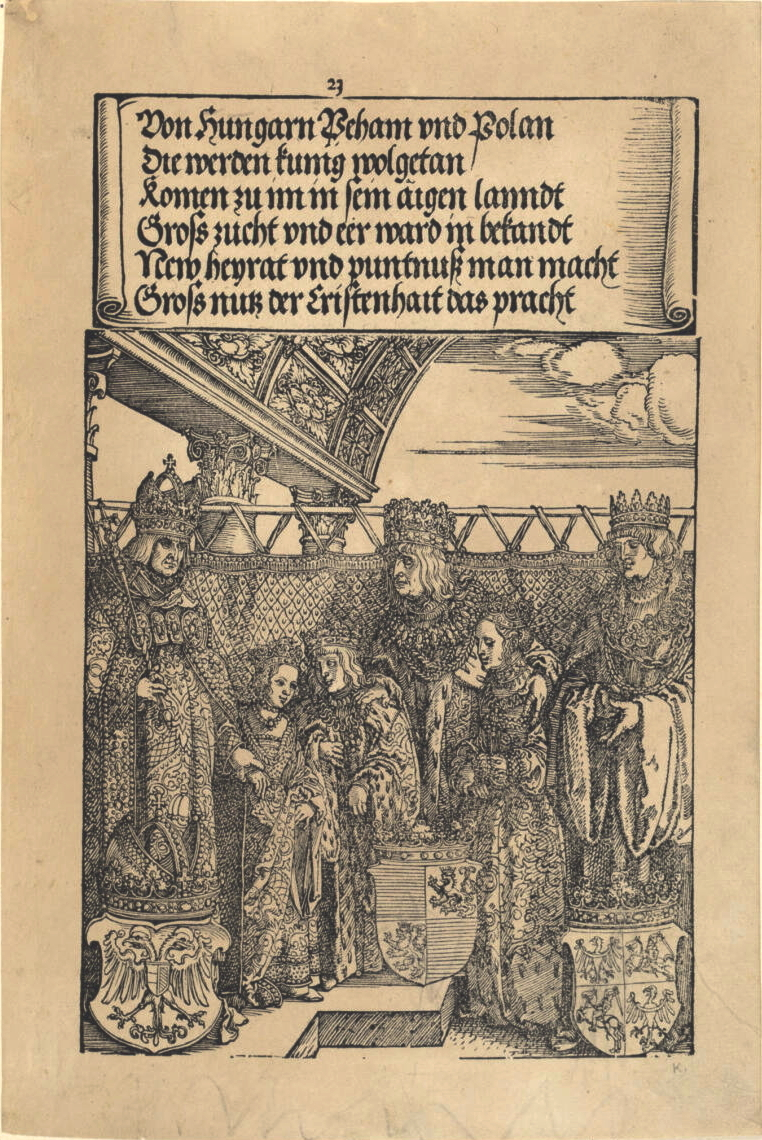
1515: Wiener Doppelhochzeit

- 1515: Auf dem Wiener Fürstentag wird gemäß einer Vereinbarung zwischen Kaiser Maximilian I. und dem Jagiellonen Vladislav II. von Böhmen und Ungarn die Wiener Doppelhochzeit geschlossen. Durch die Verbindung der beiden Familien sichert Maximilian den Habsburgern die Herrschaft über die Königreiche Böhmen und Ungarn.
- 1653: Auf dem Reichstag zu Regensburg konstituiert sich das Corpus Evangelicorum, die Körperschaft der protestantischen Reichsstände in Religions- und Kirchenangelegenheiten.
- 1739: In der Schlacht bei Grocka bringen die osmanischen Truppen im Russisch-Österreichischen Türkenkrieg der kaiserlich-österreichischen Armee eine empfindliche Niederlage bei. Es kommt bald darauf im Frieden von Belgrad zum Kriegsende, das Österreich erobertes Territorium auf der Balkanhalbinsel kostet.
- 1793: Alexander MacKenzie erreicht den Pazifik und ist damit der erste Weiße, der Nordamerika nördlich von Mexiko durchquert.
- 1795: Mit dem Frieden von Basel scheidet auch Spanien aus dem Ersten Koalitionskrieg gegen Frankreich aus.
- 1795: In der Emigrantenschlacht auf der bretonischen Halbinsel Quiberon schließt General Lazare Hoche mit seinem Revolutionsheer ein royalistisches Heer von Chouans ein und erobert zudem das Fort Penthièvre. Die sich ihm auf Gnade oder Ungnade ergebenden 952 Gefangenen werden auf Weisung des französischen Nationalkonvents hingerichtet.
- 1797: Eine britische Flotte unter dem frisch zum Admiral beförderten Horatio Nelson versucht einen Angriff auf Santa Cruz de Tenerife. Nelson verliert in den viertägigen Kämpfen die Schlacht und seinen rechten Arm.
- 1805: In der Schlacht bei Kap Finisterre im Dritten Koalitionskrieg unterbinden Schiffe der Royal Navy unter Vizeadmiral Sir Robert Calder das Eindringen einer von Pierre de Villeneuve geführten französisch-spanischen Flotte in den Ärmelkanal.
- 1807: Das auf Basis des Friedens von Tilsit entstandene Herzogtum Warschau erhält eine von Napoleon Bonaparte entworfene Verfassung. Staatsoberhaupt wird in Personalunion der sächsische König Friedrich August I.

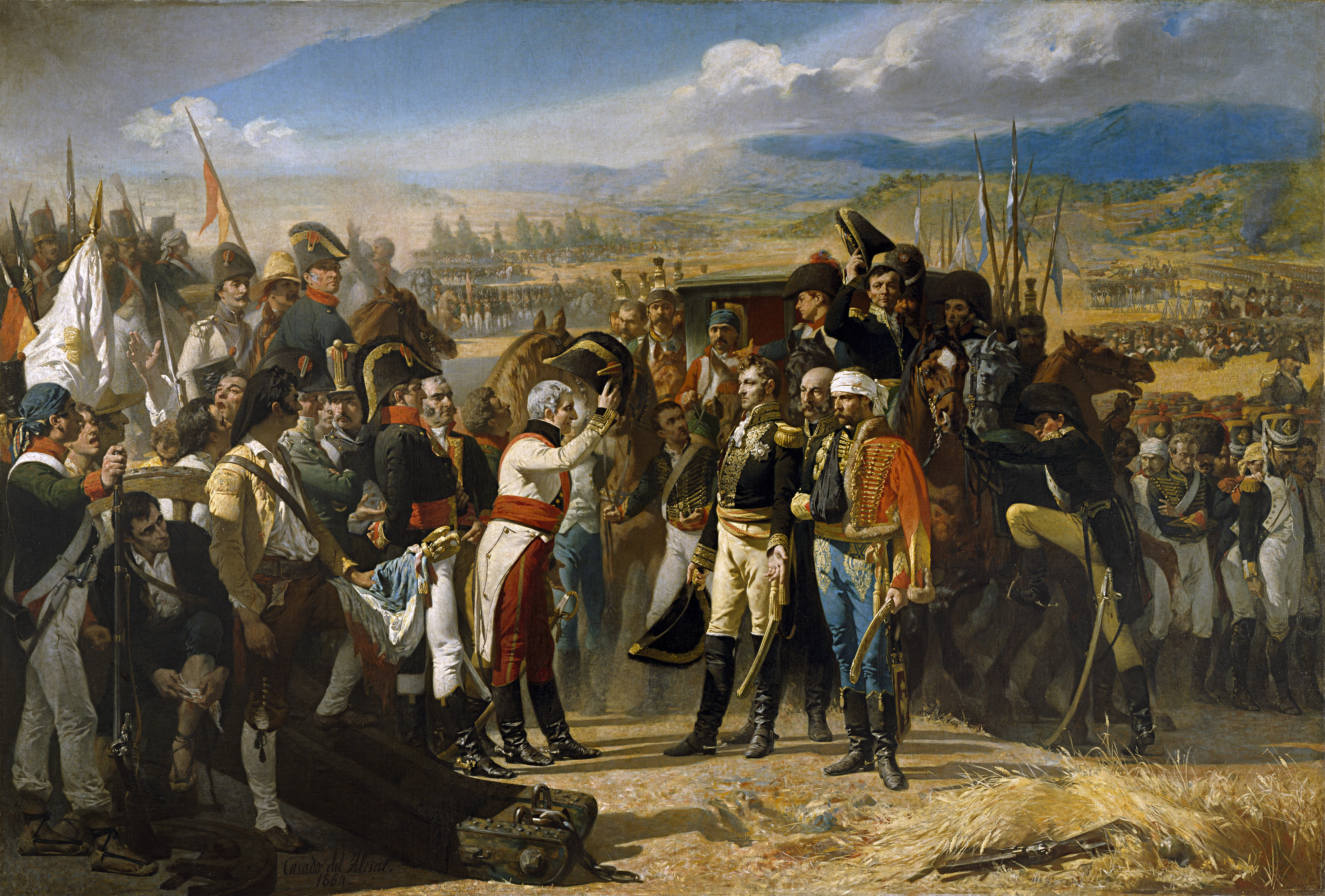
1808: Die Kapitulation von Bailén

- 1808: Die Schlacht bei Bailén endet mit der Kapitulation der französischen Kräfte unter Pierre Dupont de l’Étang vor Francisco Javier Castaños spanischer Armee. Es handelt sich um die größte Niederlage der napoleonischen Armee während der Napoleonischen Kriege auf der Iberischen Halbinsel.
- 1812: In der Schlacht bei Salamanca während der Napoleonischen Kriege auf der Iberischen Halbinsel unterliegen die französischen Truppen unter General Marmont der angreifenden alliierten Armee unter dem Befehl Wellingtons.
- 1864: Der frisch zum Oberbefehlshaber ernannte konföderierte General John Bell Hood greift die Unionsarmee während der Kämpfe im Atlanta-Feldzug zum zweiten Mal binnen drei Tagen an, erleidet aber erneut eine blutige Niederlage.
- 1921: Spanische Truppen erleiden in der Schlacht von Annual eine verheerende Niederlage gegen die Rifkabylen unter Abd al-Karim.
- 1938: Im Deutschen Reich wird, verbunden mit Nachteilen für Juden, als Inlandsausweis die Kennkarte eingeführt. Der Personalausweis löst später diesen Lichtbildausweis ab.
- 1942: Der erste Eisenbahnwaggon mit Häftlingen aus dem Warschauer Ghetto trifft im Zuge der Aktion Reinhardt, der systematischen Ermordung der polnischen Juden, im Vernichtungslager Treblinka ein.

1944: Manifest des Lubliner Komitees

- 1943: Im Norden der deutsch-sowjetischen Front beginnt vor Leningrad die Dritte Ladoga-Schlacht. Trotz geringer Geländegewinne der Roten Armee gelingt den Verbänden der Wehrmacht bis zum 25. September ein Abwehrerfolg.
- 1944: In Polen veröffentlicht das Lubliner Komitee (PKWN) nach der Befreiung Lublins durch die Rote Armee sein Manifest, dies läutet die Befreiung von der deutschen Besatzung und den Beginn der kommunistischen Herrschaft ein. Die Polnische Exilregierung wird in die Staatsgründung nicht eingebunden.

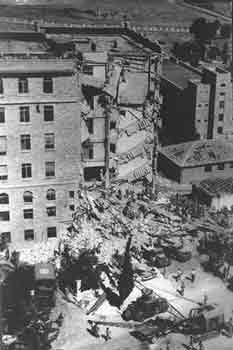
1946: Das King David Hotel nach dem Attentat

- 1946: Die von Menachem Begin geleitete zionistische paramilitärische Untergrundorganisation Irgun Zwai Leumi verübt einen Bombenanschlag auf das Jerusalemer King David Hotel, das mehrere Abteilungen der britischen Mandatsverwaltung beherbergt. Bei dem Attentat sterben mindestens 91 Menschen.
- 1948: In einem zweiten Referendum über die politische Zukunft Neufundlands stimmen 52,3 % der Abstimmenden für den Anschluss an Kanada.
- 1950: Begleitet von Protesten kehrt Belgiens König Leopold III. aus dem Exil zurück.
- 1954: Laos wird endgültig von Frankreich unabhängig.
- 1969: Francisco Franco bestimmt Juan Carlos zu seinem Nachfolger als Staatsoberhaupt Spaniens. Die Cortes Generales billigen dies und verleihen Juan Carlos den Titel Prinz von Spanien.
- 1983: In Polen kommt es zur offiziellen Beendigung des Kriegszustands.
- 1985: Der Schleswig-Holsteinische Landtag beschließt die Einrichtung eines Nationalparks Schleswig-Holsteinisches Wattenmeer.
- 1986: In Großbritannien wird die Prügelstrafe an Schulen verboten.
- 1990: Die Volkskammer der DDR beschließt das Ländereinführungsgesetz, das am 14. Oktober in Kraft treten soll.
- 1993: Im Krieg in Bosnien-Herzegowina wird bei der seit dem 5. April 1992 andauernden Belagerung von Sarajevo der Höchstwert von 3.777 Granateneinschlägen an einem Tag verzeichnet.
- 1994: Der gambische Staatspräsident Dawda Jawara wird durch einen Putsch gestürzt. Sein Nachfolger wird Leutnant Yahya Jammeh.
- 1999: Die spirituelle Praktik Falun Gong wird in China verboten.
- 2001: Nach dem Vorwurf der Beteiligung an Plünderungen und gewalttätigen Ausschreitung im Rahmen der Proteste gegen den G8-Gipfel von Genua wird die Volxtheaterkarawane von der italienischen Polizei festgenommen.
- 2003: Bei einem Gefecht mit amerikanischen Spezialeinheiten in der nordirakischen Stadt Mossul werden Uday und Qusai Hussein, die Söhne von Saddam Hussein, getötet.
- 2011: Bei zwei Anschlägen in Norwegen sterben 77 Menschen, Dutzende werden verletzt. Im Regierungsviertel in Oslo ereignet sich ein Bombenanschlag, auf der Insel Utøya ein Attentat in einem Feriencamp der norwegischen Jungsozialisten (AUF). Der Attentäter ist der Norweger Anders Behring Breivik.
- 2016: Bei einem rechtsradikal motivierten Anschlag erschießt ein 18-jähriger Deutsch-Iraner am und im Olympia-Einkaufszentrum im Münchner Stadtbezirk Moosach neun Menschen und anschließend sich selbst.

### Wirtschaft
- 1916: Die Allgemeine Zeitung, älteste Tageszeitung Namibias und einzige deutschsprachige Tageszeitung Afrikas, erscheint unter dem Namen Der Kriegsbote erstmals.
- 1944: Auf der Konferenz von Bretton Woods werden der Internationale Währungsfonds (IWF) und die Weltbank gegründet sowie ein internationales Währungssystem von festen Wechselkursen beschlossen.

### Wissenschaft und Technik

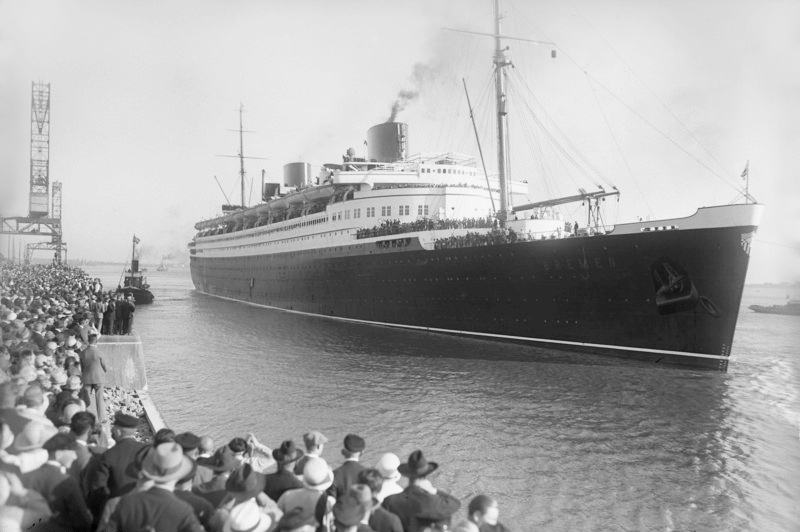
1929: Die Bremen

- 1929: Das Turbinenschiff Bremen des Norddeutschen Lloyd gewinnt auf seiner Jungfernfahrt das Blaue Band für die schnellste Atlantiküberquerung, das zuvor zwanzig Jahre lang die britische Mauretania innegehabt hat. Noch vor der Ankunft startet das Postflugzeug Heinkel HE 12 mit Hilfe eines Katapults vom Schiff aus, um die Post frühzeitig nach New York zu liefern.
- 1933: Wiley Post landet nach der ersten Weltumrundung im Alleinflug auf dem Floyd Bennett Field in New York. Er war sieben Tage, 18 Stunden und 49 Minuten unterwegs und benötigte elf Zwischenlandungen.
- 1946: Die Verfassung der Weltgesundheitsorganisation (WHO) wird in New York City von 61 Staaten unterzeichnet. Darin werden in Übereinstimmung mit der Satzung der Vereinten Nationen die Grundsätze, die „für das Glück aller Völker, für ihre harmonischen Beziehungen und ihre Sicherheit grundlegend sind“ aufgeführt. Dabei wird eine umfassende Definition des Begriffs Gesundheit gegeben.
- 1962: Die Raumsonde Mariner 1 startet in Richtung Venus, muss aber nach ca. 3 Minuten wegen einer Flugbahnabweichung gesprengt werden.
- 1994: Die letzten Teile des Kometen Shoemaker-Levy 9 schlagen auf dem Jupiter ein.
- 2009: Über Indien, China und dem Pazifischen Ozean ereignet sich die längste totale Sonnenfinsternis des 21. Jahrhunderts.

### Kultur

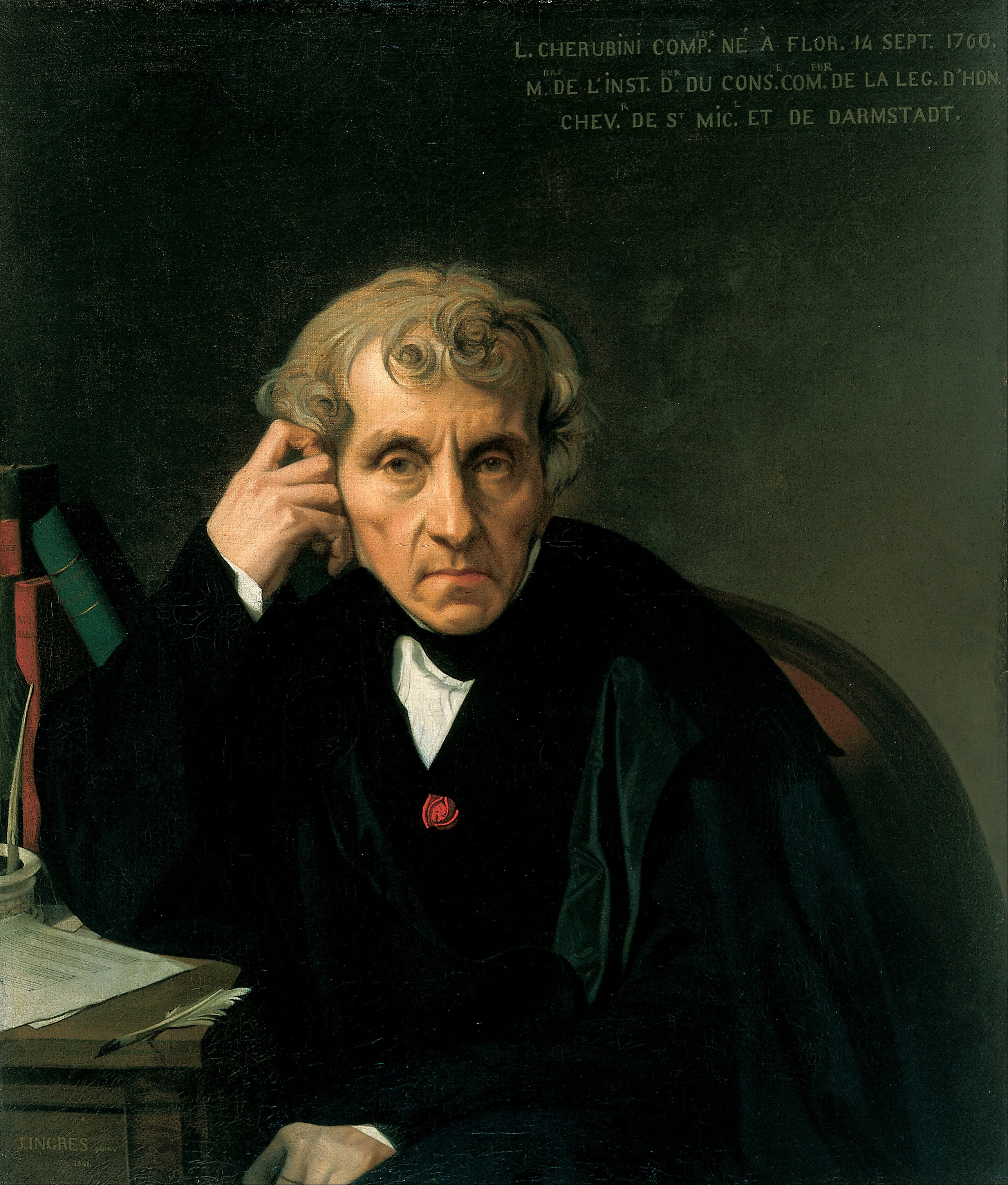
1833: Luigi Cherubini

- 1833: Die Uraufführung der Oper Ali Baba ou Les Quarante Voleurs (Ali Baba oder Die vierzig Räuber) von Luigi Cherubini findet an der Grand Opéra Paris statt.
- 1847: Die Oper I masnadieri von Giuseppe Verdi nach dem Theaterstück Die Räuber von Friedrich Schiller hat ihre Uraufführung in London.
- 1919: Das Ballett Der Dreispitz wird in London vom Ballets Russes uraufgeführt; die Bühnenbilder, der Bühnenvorhang und die Kostüme wurden von Pablo Picasso geschaffen.
- 1956: In Zwickau wird das Robert-Schumann-Haus als Gedenkstätte für den 1810 in der sächsischen Stadt geborenen Komponisten Robert Schumann eröffnet.
- 1971: Bei Ausgrabungen in der spanischen Stadt Baza wird die Dama de Baza gefunden, eine Plastik aus dem vierten Jahrhundert v. Chr.

### Gesellschaft

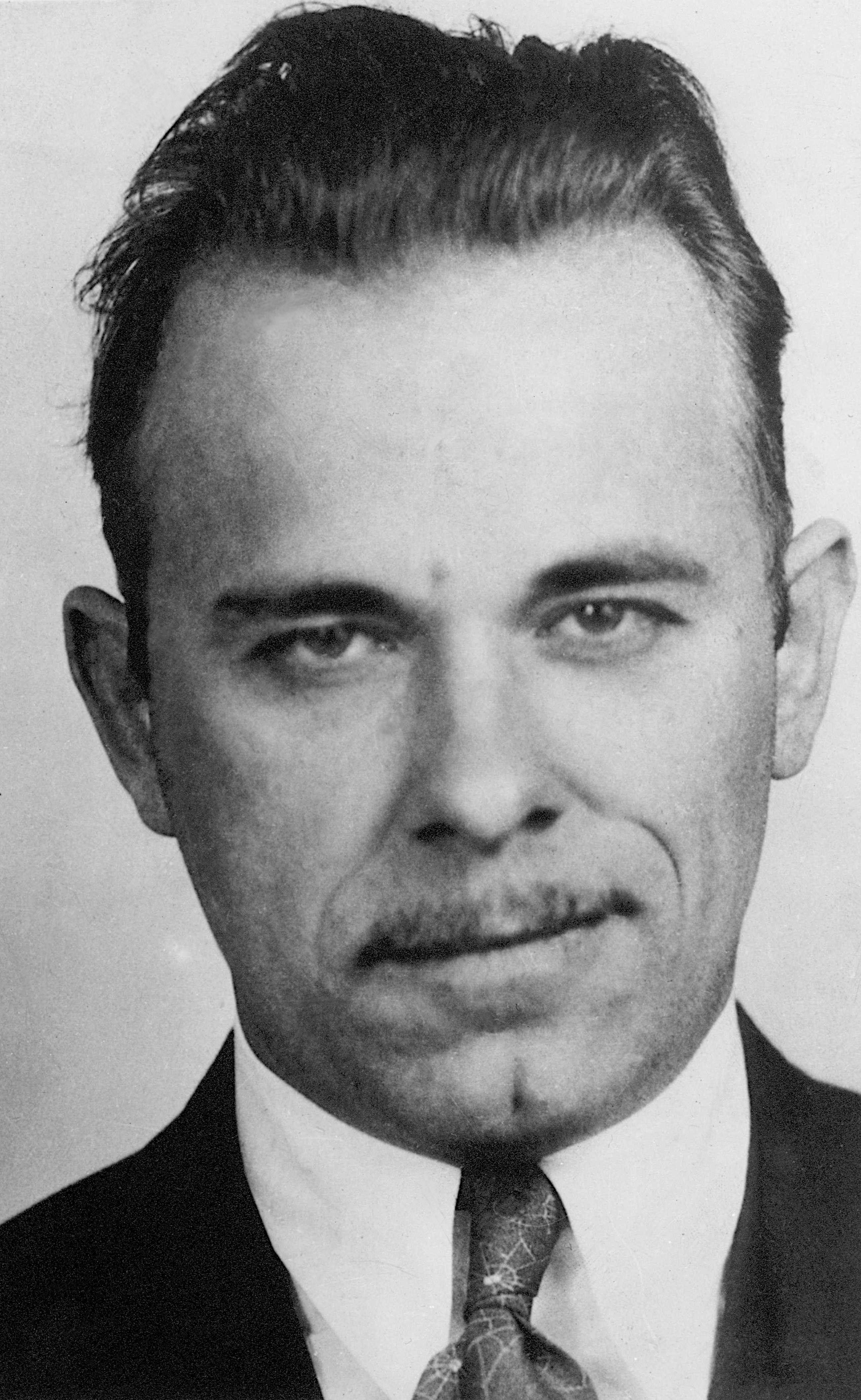
1934: John Dillinger

- 1934: Der als „Staatsfeind Nr. 1“ geltende US-amerikanische Bankräuber John Dillinger wird beim Verlassen eines Kinos von Polizeibeamten erschossen.
- 1975: Bei einem Hausbrand in Boston nimmt der Fotograf Stanley Forman das Foto Fire Escape Collapse auf, das später zum Pressefoto des Jahres gewählt wird. Es zeigt eine junge Frau und ein kleines Mädchen während ihres Sturzes aus dem fünften Stockwerk, bei dem die Frau ums Leben kommt.
- 2004: Die Aktion Tagwerk veranstaltet erstmals die Kampagne „Dein Tag für Afrika“ in Brandenburg. Der Verein ruft Schülerinnen und Schüler auf, sich für Gleichaltrige in Afrika zu engagieren. In Brandenburg folgen 12.500 Jugendliche von 122 Schulen dem Aufruf.

### Religion
- 0260: Dionysius wird zum Bischof von Rom gewählt und sieht sich mit der Aufgabe konfrontiert, die Kirche nach Christenverfolgungen neu zu organisieren.

### Katastrophen
- 1342: Beim Magdalenenhochwasser werden weite Teile Mitteleuropas durch die Flüsse Rhein, Main, Donau, Mosel, Moldau, Elbe, Weser, Werra und Unstrut überschwemmt. Es handelt sich vermutlich um das schlimmste Hochwasser des 2. Jahrtausends.

Kleinere Unglücksfälle sind in den Unterartikeln von Katastrophe und in der Liste von Katastrophen aufgeführt.

### Sport

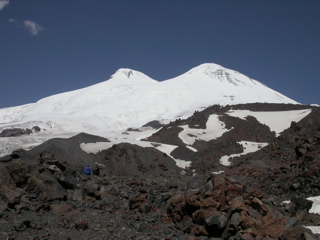
1829: Doppelgipfel des Elbrus

- 1829: Dem kabardinischen Hirten und Träger Killar Kashirow gelingt die Erstbesteigung des Ostgipfels des Elbrus, des höchsten Berges des Kaukasus.
- 1894: Das erste Rennen im Automobilsport findet von Paris nach Rouen statt. 17 der 21 gestarteten Fahrzeuge erreichen das Ziel. Der Schnellste, Albert de Dion, wird auf Platz 2 zurückgestuft. Die Zuverlässigkeitsfahrt ist das erste offizielle Autorennen der Sportgeschichte.
- 1922: In Leipzig beginnt das 1. Deutsche Arbeiter-Turn- und Sportfest mit etwa 100.000 aktiven Teilnehmern.
- 1923: Der französische Radrennfahrer Henri Pélissier gewinnt die 17. Tour de France.
- 2005: Die Russin Jelena Gadschijewna Issinbajewa überwindet als erste Frau im Stabhochsprung die Höhe von fünf Metern.

Einträge von Leichtathletik-Weltrekorden befinden sich unter der jeweiligen Disziplin unter Leichtathletik.
Einträge zu Fußballweltmeisterschaftsspielen finden sich in den Unterseiten von Fußball-Weltmeisterschaft. Das Gleiche gilt für Fußball-Europameisterschaften.

## Geboren

### Vor dem 18. Jahrhundert
```
1136: 
William FitzEmpress
, Bruder von Heinrich II. von England
```

- 1210: Johanna von England, Tochter von Johann Ohneland und Königin von Schottland
- 1464: Christoph Herwart, deutscher Kaufmann

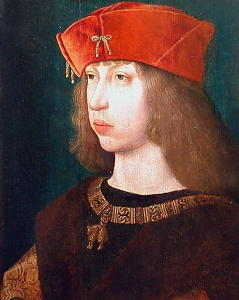
Philipp der Schöne (* 1478)

- 1478: Philipp I., Herzog von Burgund und König von Kastilien und León
- 1510: Alessandro de’ Medici, Herzog von Florenz
- 1526: Johann Stromer, deutscher Rechtswissenschaftler
- 1531: Leonhard Thurneysser, Basler Goldschmied, Metallurg, Hüttentechniker und Gelehrter
- 1535: Katharina Stenbock, schwedische Königin
- 1556: Otto Heinrich, Pfalzgraf und Herzog von Pfalz-Sulzbach
- 1559: Laurentius von Brindisi, italienischer Theologe
- 1592: Johann Wachmann der Ältere, Syndicus der Freien Hansestadt Bremen
- 1596: Michael I., erster Zar und Großfürst von Russland aus der Dynastie der Romanows
- 1599: Hans Conrad Gyger, Schweizer Kartograf und Ingenieur

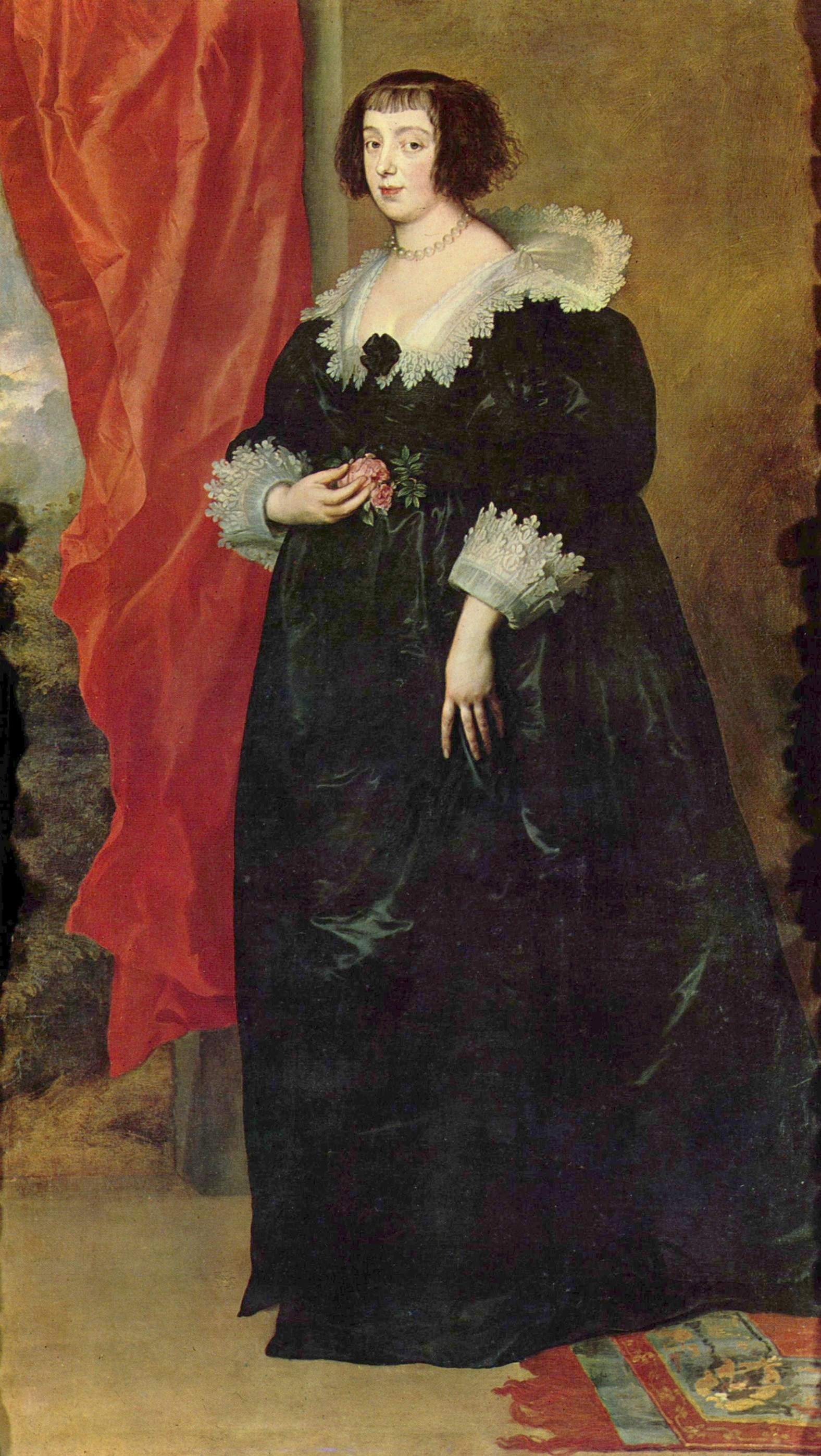
Margarete von Lothringen (* 1615)

- 1615: Margarete von Lothringen, Herzogin von Orléans
- 1615: Gerhard Schepeler, Ratsherr und Bürgermeister von Osnabrück
- 1621: Anthony Ashley Cooper, 1. Earl of Shaftesbury, englischer Politiker
- 1627: Kasimir zur Lippe-Brake, Graf zu Lippe-Brake
- 1647: Margareta Maria Alacoque, französische Mystikerin
- 1671: Ludwig Rudolf, Herzog von Braunschweig-Wolfenbüttel und Fürst von Blankenburg
- 1685: Pierre Roques, französisch-schweizerischer evangelischer Geistlicher

### 18. Jahrhundert
- 1711: Georg Wilhelm Richmann, deutscher Physiker und Mathematiker
- 1713: Jacques-Germain Soufflot, französischer Architekt
- 1727: François Thurot, französischer Freibeuter und Marineoffizier
- 1730: Daniel Carroll, US-amerikanischer Politiker
- 1740: Jacques Bernard d’Anselme, französischer Generalleutnant
- 1744: Heinrich Philipp Bossler, deutscher Musikverleger, Impresario, Sekretär und Kammerdiener

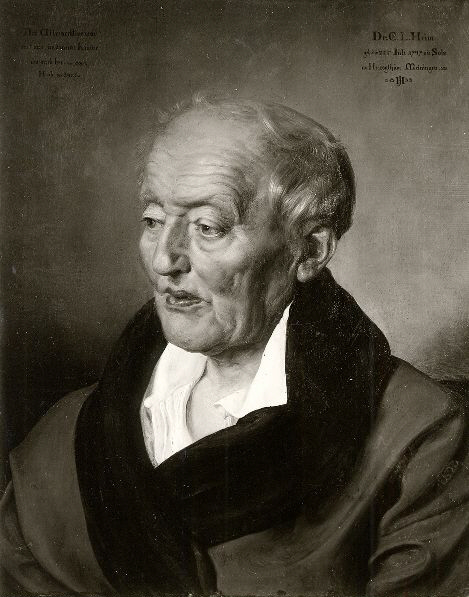
Ernst Ludwig Heim (* 1747)

- 1747: Ernst Ludwig Heim, deutscher Arzt

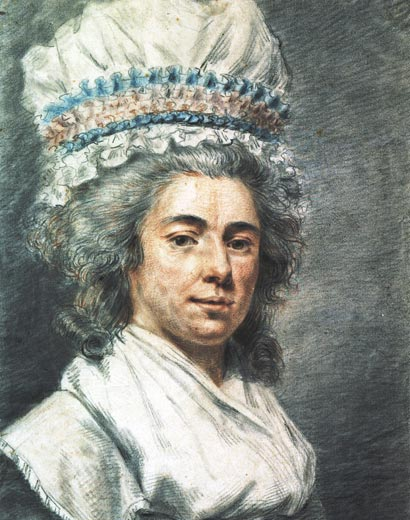
Maria Katharina Prestel (* 1747)

- 1747: Maria Katharina Prestel, deutsche Malerin, Kupferstecherin und Radiererin
- 1751: Caroline Mathilde, Königin von Dänemark und Norwegen
- 1755: Ignaz Joseph Martinovics, ungarischer Jakobiner
- 1755: Gaspard de Prony, französischer Mathematiker
- 1756: Jeanne de Saint-Rémy, französische Adlige und Drahtzieherin der sogenannten Halsbandaffäre
- 1759: Carl Gottfried Theodor Chladenius, deutscher Jurist und Bürgermeister
- 1763: Johann Heinrich Ramberg, deutscher Maler und Zeichner
- 1776ː Etheldred Benett, britische Paläontologin und Fossiliensammlerin
- 1784: Friedrich Wilhelm Bessel, deutscher Mathematiker, Astronom und Geodät
- 1766: Georg Libor Eyrich, deutscher römisch-katholischer Theologe und Hochschullehrer
- 1789: Jean-Charles Langlois, französischer Offizier, Schlachtenmaler und Fotograf
- 1793: Eugène Walckiers, französischer Flötist und Komponist
- 1795: Gabriel Lamé, französischer Mathematiker und Physiker
- 1800: Jakob Lorber, österreichischer Schriftsteller und Musiker

### 19. Jahrhundert

#### 1801–1850
- 1803: Eugène Isabey, französischer Maler
- 1803: Jacques Adolphe Charles Rovers, niederländischer Klassischer Philologe und Historiker
- 1805: Rudolf von Feistmantel, österreichischer Forstwissenschaftler
- 1806: Johann Kaspar Zeuß, deutscher Philologe
- 1807: Karolina Karlowna Pawlowa, russische Schriftstellerin
- 1808: François Schubert, deutscher Konzertmeister und Komponist
- 1809: Heinrich Proch, österreichischer Komponist
- 1812: Heinrich Albert Oppermann, hannoverisch-deutscher Rechtsanwalt, Politiker und Schriftsteller

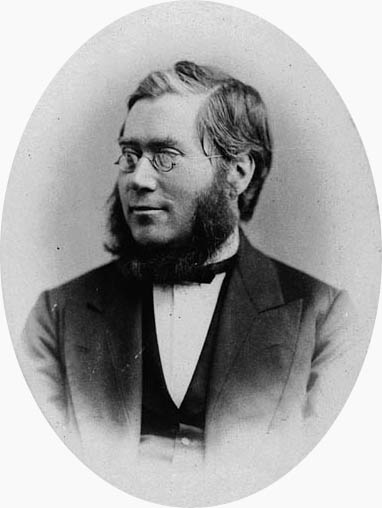
Oliver Mowat (* 1820)

- 1820: Oliver Mowat, kanadischer Politiker
- 1822: Luigi Arditi, italienischer Komponist und Violinist
- 1825: Sophie von Todesco, Salonnière der Wiener Ringstraßenepoche
- 1829: John Nevins Andrews, US-amerikanischer Reiseprediger, Bibeltheologe und Präsident der Generalkonferenz der Siebenten-Tags-Adventisten
- 1831: Kōmei, japanischer Kaiser
- 1832: Colin Archer, norwegischer Yacht- und Schiffskonstrukteur
- 1833: Friedrich Hultsch, deutscher Altphilologe und Mathematikhistoriker
- 1837: Alois Handl, österreichischer Physiker
- 1841: Henriette Auegg, österreichische Schriftstellerin, Erzieherin und Pflegerin
- 1846: Anton Ohorn, deutscher Dichter und Schriftsteller
- 1848: Adolf Friedrich V., Großherzog von Mecklenburg-Strelitz

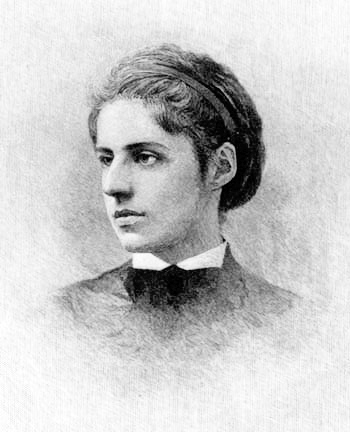
Emma Lazarus (* 1849)

- 1849: Emma Lazarus, US-amerikanische Dichterin

#### 1851–1900
- 1852: Antonín Rázek, tschechischer Komponist

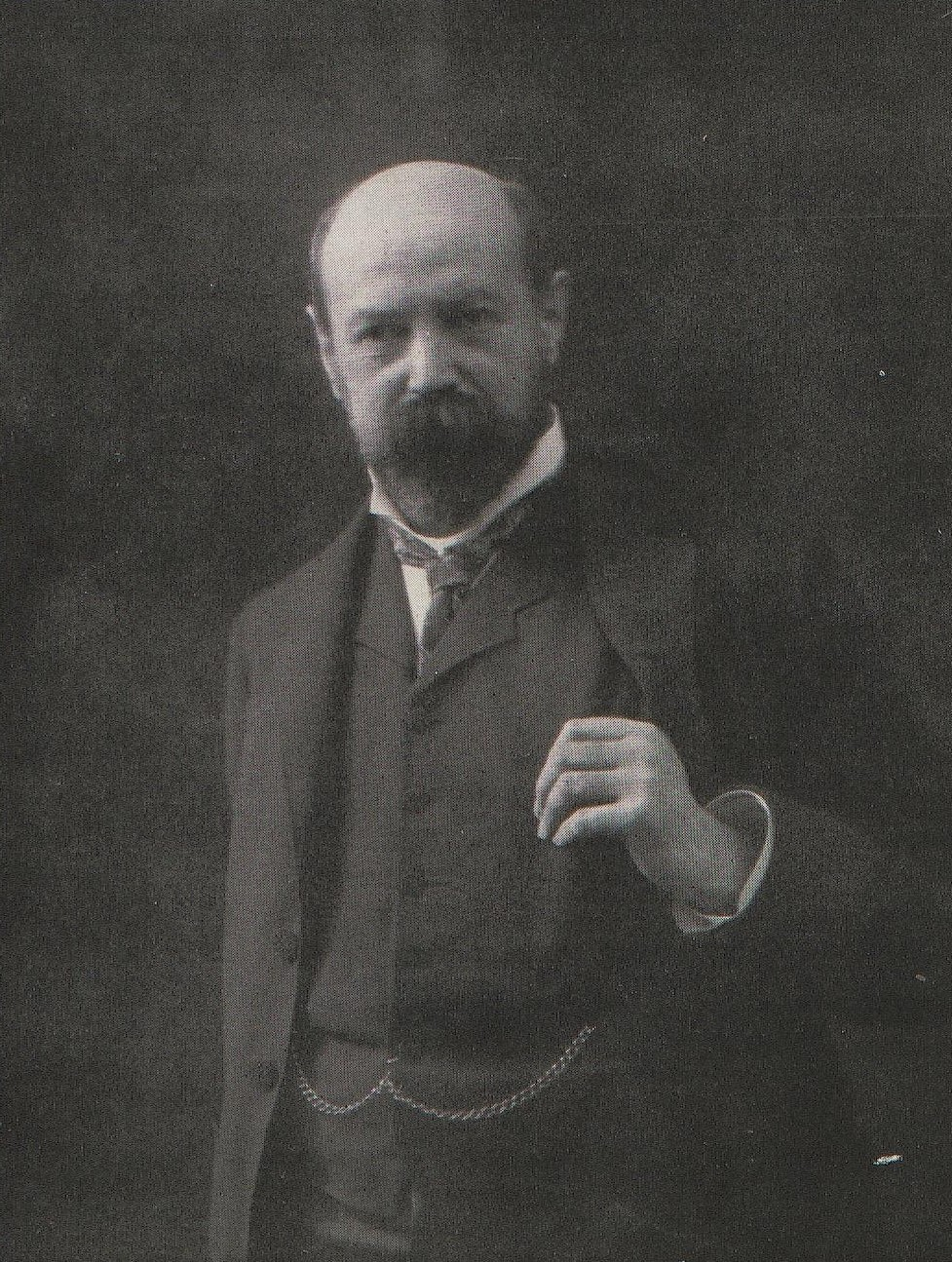
Alfred Messel (* 1853)

- 1853: Alfred Messel, deutscher Architekt
- 1855: Pierre-Firmin Capmartin, französischer Geistlicher und römisch-katholischer Bischof von Oran
- 1856: Kamran Mirza, Prinz aus der Kadscharendynastie in Persien und Premierminister
- 1859: Maria Janitschek, österreichische Schriftstellerin
- 1862: Alfredo Helsby, chilenischer Maler
- 1865: Rudolf Heinze, deutscher Jurist und Politiker
- 1866: Ida Giesecke, deutsche Malerin
- 1871: Gustav von Zahn, deutscher Geograph
- 1872: Karl Helfferich, deutscher Politiker und Bankier
- 1877: Olof Aschberg, schwedischer Bankier

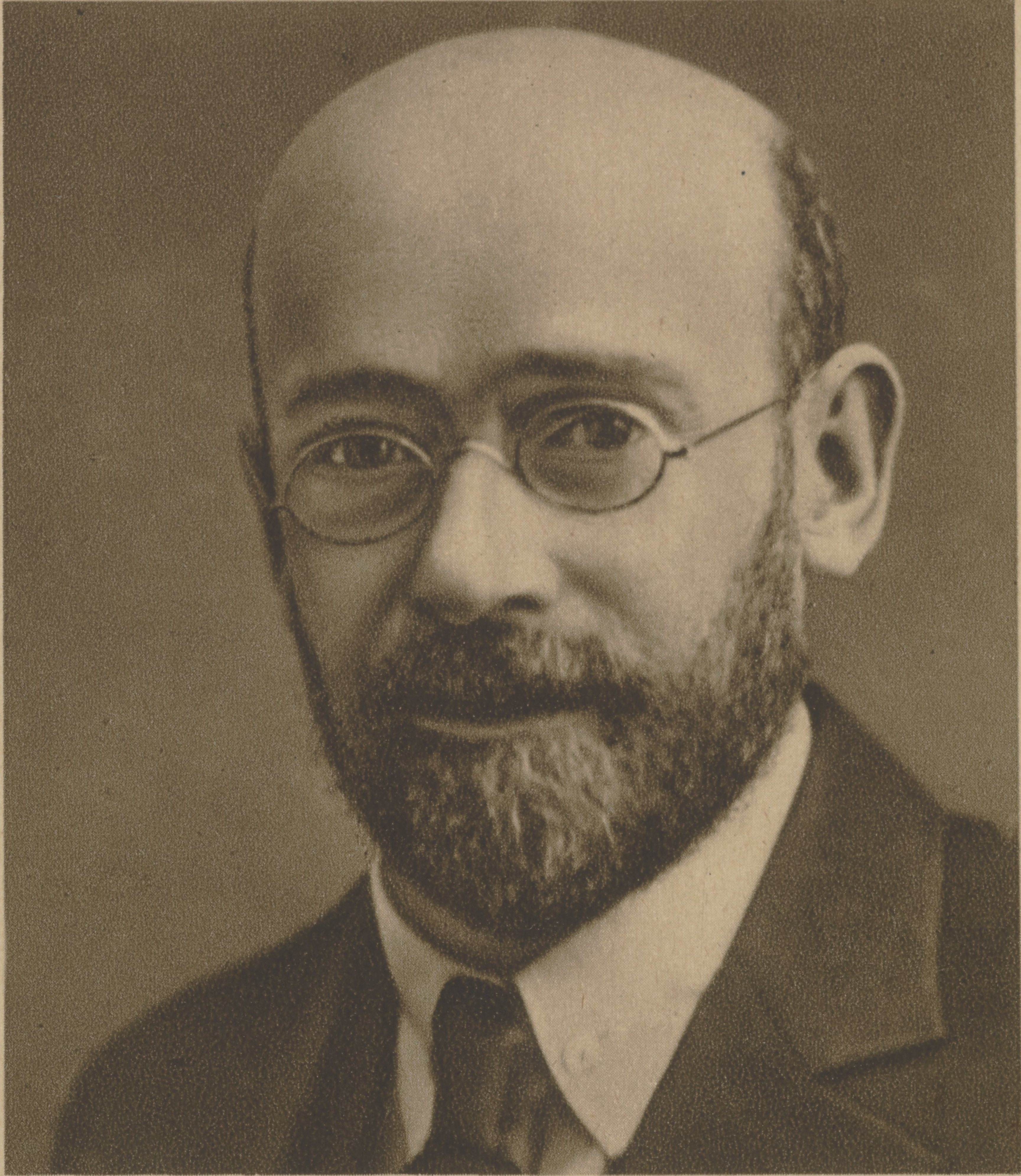
Janusz Korczak (* 1878)

- 1878: Janusz Korczak, polnischer Arzt, Kinderbuchautor und Pädagoge
- 1878: Bernhard Trittelvitz, deutscher Arzt und Schriftsteller
- 1882: Edward Hopper, US-amerikanischer Maler
- 1882: Marceli Popławski, polnischer Komponist, Geiger, Dirigent und Musikpädagoge
- 1883: Friedrich Brunstäd, deutscher evangelischer Theologe und Philosoph
- 1883: Karl Preisendanz, deutscher Altphilologe, Papyrologe und Bibliothekar
- 1885: Heinrich Arnhold, deutscher Bankier, Sammler, Mäzen und Esperantist
- 1885: Max Triebsch, deutscher Radsportler

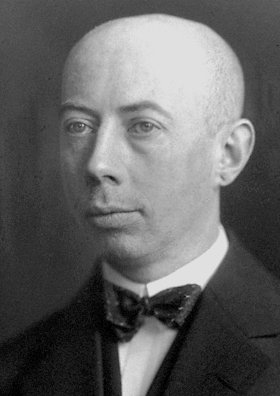
Gustav Hertz (* 1887)

- 1887: Gustav Hertz, deutscher Physiker, Nobelpreisträger
- 1889: Wassili Luckhardt, deutscher Architekt
- 1889: James Whale, britischer Regisseur
- 1890: Rose Kennedy, Mutter von John F. Kennedy
- 1892: Arthur Seyß-Inquart, österreichisch-deutscher Jurist und Funktionär der NSDAP, Kriegsverbrecher
- 1893: Osvald Chlubna, tschechischer Komponist
- 1894: Oskar Maria Graf, deutscher Schriftsteller
- 1894: Edith Leffmann, jüdische Ärztin, Mitglied der Résistance
- 1894: Efim Schachmeister, deutscher Geiger und Tanzkapellenleiter
- 1895: Karl Kraus, deutscher Organist und Musikpädagoge
- 1895: Pawel Ossipowitsch Suchoi, russisch-sowjetischer Flugzeugkonstrukteur
- 1896: Walter Assmann, deutscher Offizier
- 1898: Stephen Vincent Benét, US-amerikanischer Schriftsteller
- 1898: Alexander Calder, US-amerikanischer Bildhauer
- 1899: Wolfgang Metzger, deutscher Psychologe
- 1899: Sobhuza II., Oberhaupt von Swaziland (heute Eswatini)
- 1900: Zdeněk Kalista, tschechischer Historiker und Dichter, Literaturkritiker, Herausgeber und Übersetzer

### 20. Jahrhundert

#### 1901–1925
- 1901: Marcel Collet, französischer Automobilrennfahrer
- 1901: Ida Falkenberg-Liefrinck, niederländische Innenarchitekten und Designerin

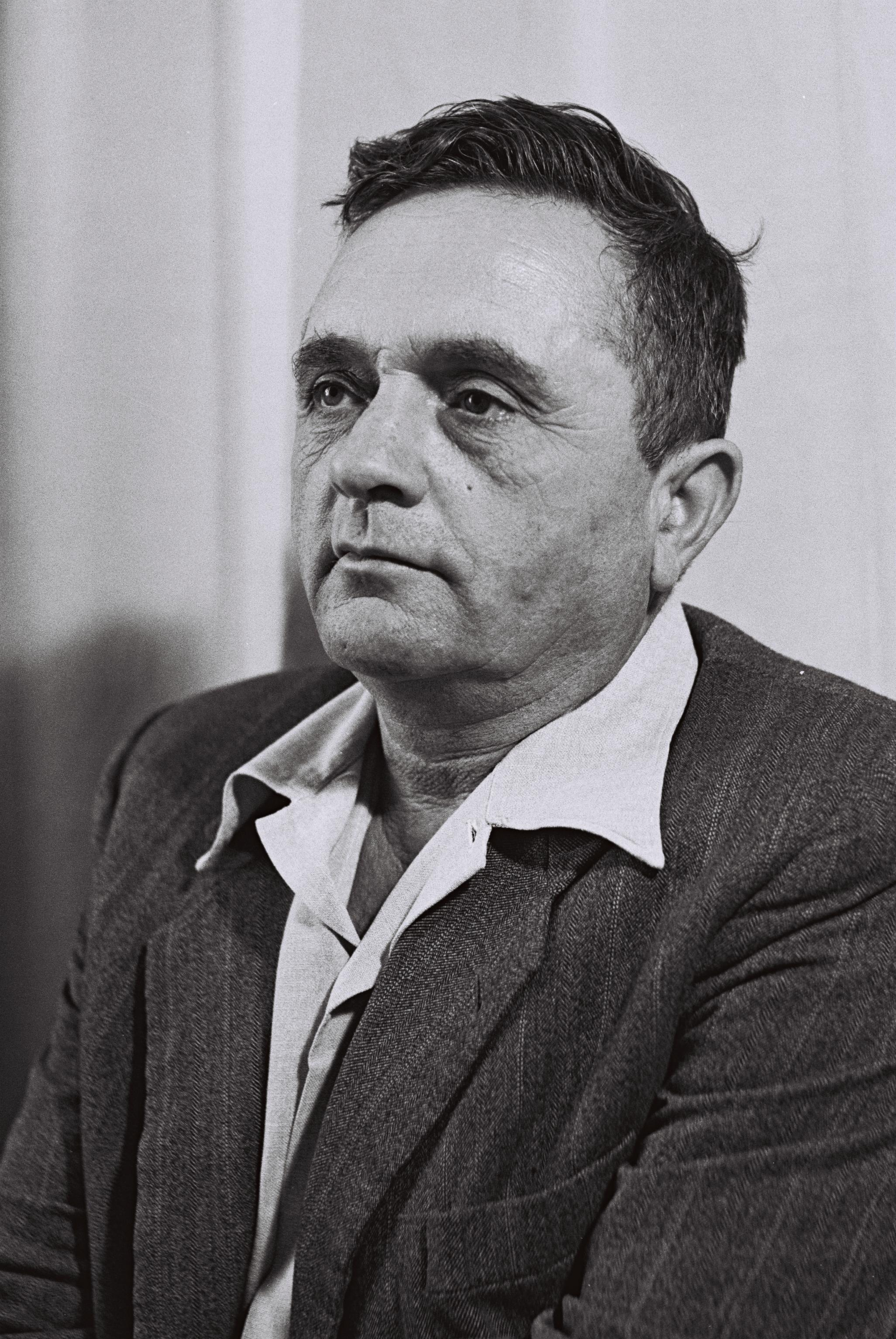
Ami Assaf (* 1903)

- 1903: Ami Assaf, israelischer Politiker
- 1903: Anton Saefkow, deutscher Kommunist und Widerstandskämpfer
- 1904: Peter Igelhoff, österreichischer Musiker und Komponist
- 1904: Otto Rombach, deutscher Journalist und Schriftsteller
- 1905: Walter Auerbach, deutscher Politiker und Gewerkschafter, Widerstandskämpfer gegen den Nationalsozialismus
- 1909: Franz-Josef Röder, deutscher Politiker, Ministerpräsident des Saarlands
- 1909: Dorino Serafini, italienischer Motorrad- und Automobilrennfahrer
- 1910: Thomas Owen, belgischer Schriftsteller
- 1911: Emil Andres, US-amerikanischer Automobilrennfahrer
- 1911: Luis Alfonzo Larrain, venezolanischer Komponist und Musiker
- 1912: Paola Barbara, italienische Schauspielerin
- 1912: Luana Walters, US-amerikanische Schauspielerin
- 1913: Klaus Schmid-Burgk, deutscher Jurist und Politiker, MdL, MdB
- 1914: Yakov Malkiel, US-amerikanischer Sprachwissenschaftler und Romanist

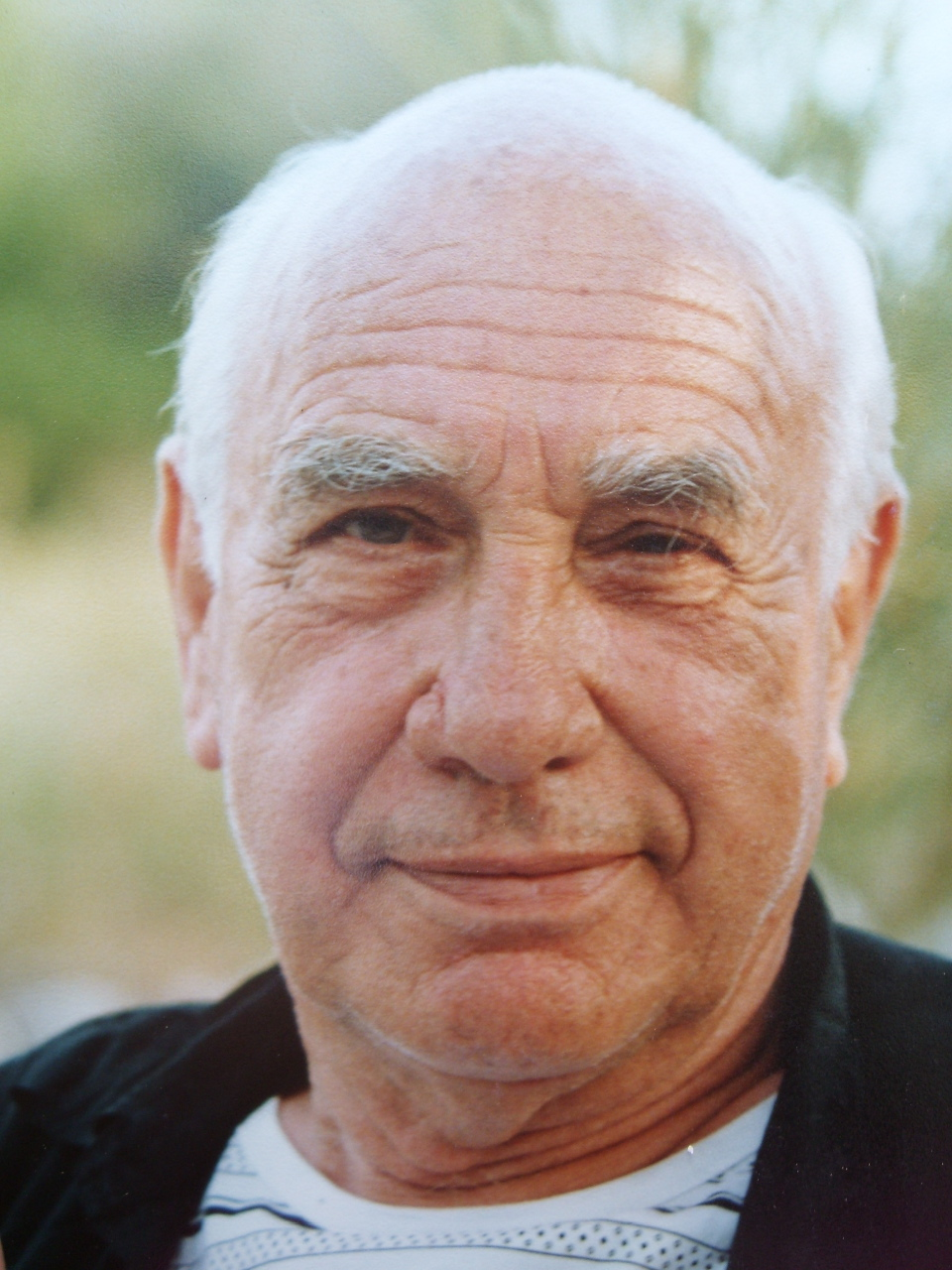
Charles Regnier (* 1914)

- 1914: Charles Regnier, deutscher Schauspieler
- 1916: Gino Bianco, italienischer Automobilrennfahrer
- 1916: Marcel Cerdan, französischer Boxer
- 1917: Jurij Chěžka, sorbischer Dichter
- 1917: Adam Malik, indonesischer Politiker, Außenminister, Vizepräsident
- 1918: Howard Crossett, US-amerikanischer Bobfahrer
- 1920: Paul Dissemond, Generalsekretär der Berliner Bischofskonferenz
- 1922: Roger Quinche, Schweizer Fußballspieler
- 1923: Franco Calabrese, italienischer Sänger (Bassbariton)
- 1923: Bob Dole, US-amerikanischer Politiker, Senator für Kansas
- 1923: Lillian Ellison, US-amerikanischer Wrestler
- 1923: Nettie Witziers-Timmer, niederländische Leichtathletin, Olympiasiegerin
- 1924: Bill Perkins, US-amerikanischer Jazzsaxophonist und -flötist

#### 1926–1950
- 1926: Wolfgang Iser, deutscher Literaturwissenschaftler
- 1927: Giuseppe Giorgio Englert, Schweizer Komponist
- 1927: Philippe Jean Louis Marie Husson, französischer Diplomat

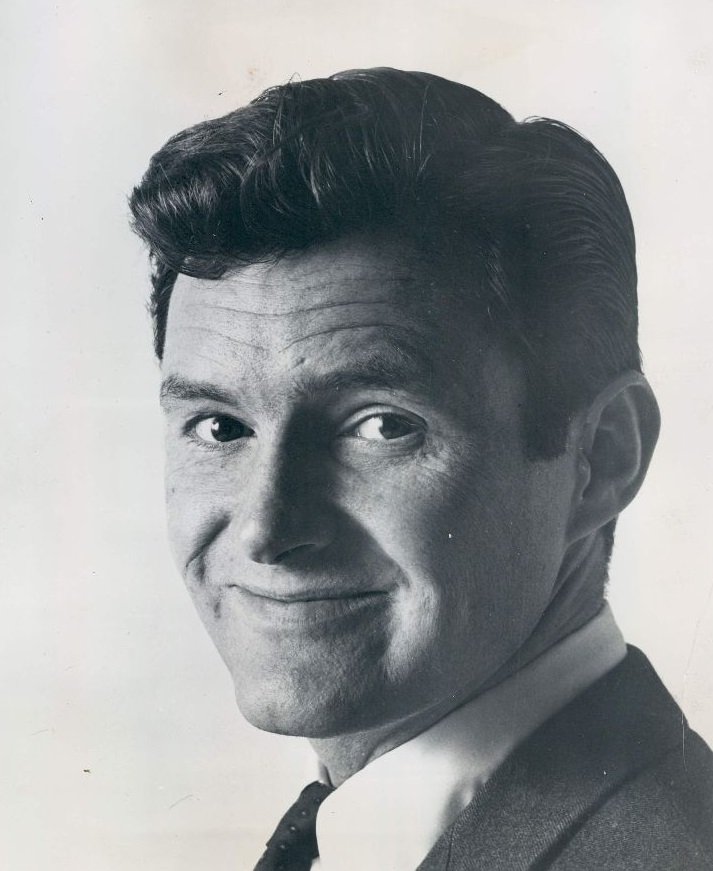
Orson Bean (* 1928)

- 1928: Orson Bean, US-amerikanischer Schauspieler
- 1928: George Dreyfus, australischer Komponist
- 1929: John Barber, britischer Automobilrennfahrer
- 1929: Jean-Pierre Rivière, französischer Komponist
- 1930: Shreeram Abhyankar, indischer Mathematiker
- 1930: Dieter Klaua, deutscher Mathematiker

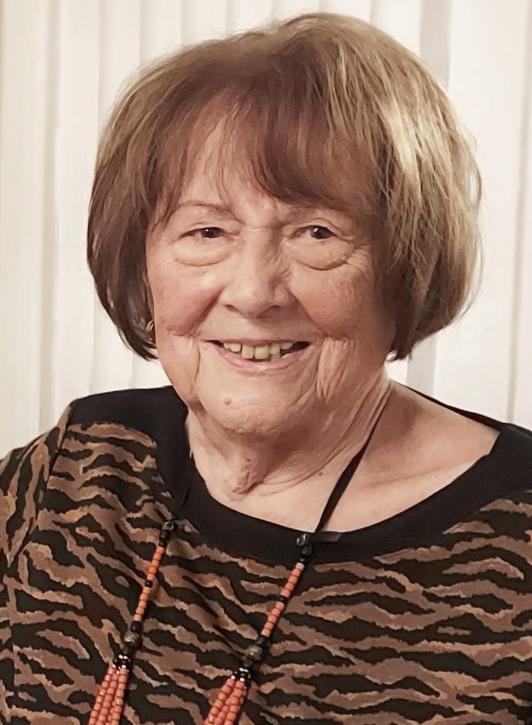
Elisabeth Decker (* 1931)

- 1931: Elisabeth Decker, deutsche Malerin und Grafikerin
- 1931: Gordon Krunnfusz, US-amerikanischer Komponist und Musikpädagoge
- 1931: Guido de Marco, maltesischer Staatspräsident
- 1932ː Naomi Feil, US-amerikanische Gerontologin
- 1932: Óscar de la Renta, dominikanischer Modedesigner
- 1932: Tom Robbins, US-amerikanischer Schriftsteller
- 1932: Josef Steiner, Schweizer Großmeister im Fernschach
- 1933: Hugo Assmann, brasilianischer Theologe
- 1933: Mercedes Vostell, spanische Autorin und Museumsleiterin
- 1934: Raniero Cantalamessa, italienischer Ordenspriester und Kardinal

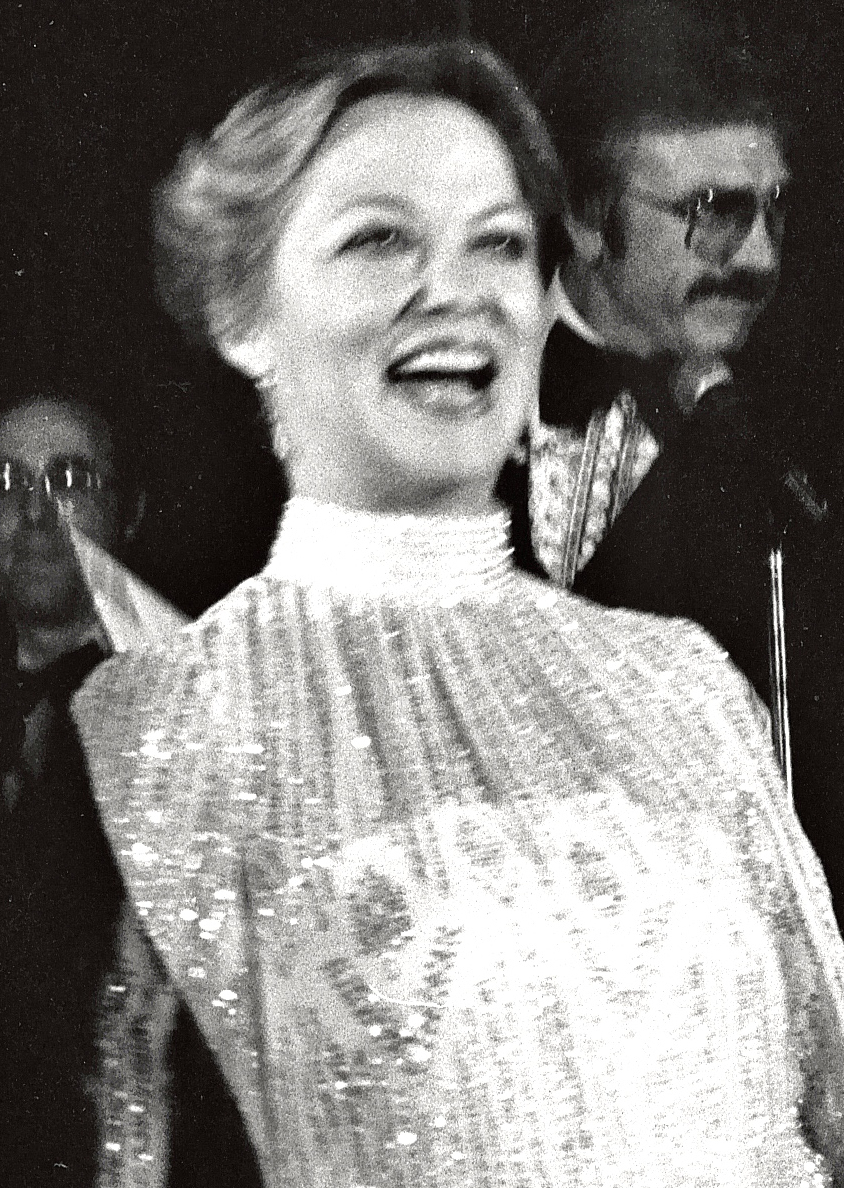
Louise Fletcher (* 1934)

- 1934: Louise Fletcher, US-amerikanische Schauspielerin
- 1935: Grover Dale, US-amerikanischer Schauspieler und Tänzer
- 1936: Klaus Bresser, deutscher Journalist
- 1936: Geraldine Claudette Darden, US-amerikanische Mathematikerin
- 1936: Don Patterson, US-amerikanischer Jazzorganist
- 1937: Heik Afheldt, deutscher Wissenschaftspublizist und Herausgeber
- 1937: Otfried Hofius, deutscher Professor der Theologie
- 1938: Felicija Nijolė Sadūnaitė, litauische Ordensfrau
- 1938: Terence Stamp, britischer Schauspieler
- 1939: Horst-Udo Ahlers, deutscher Polizist
- 1939: Ermanno Cressoni, italienischer Architekt und Autodesigner
- 1940: Juri Klimow, russischer Handballspieler und -trainer

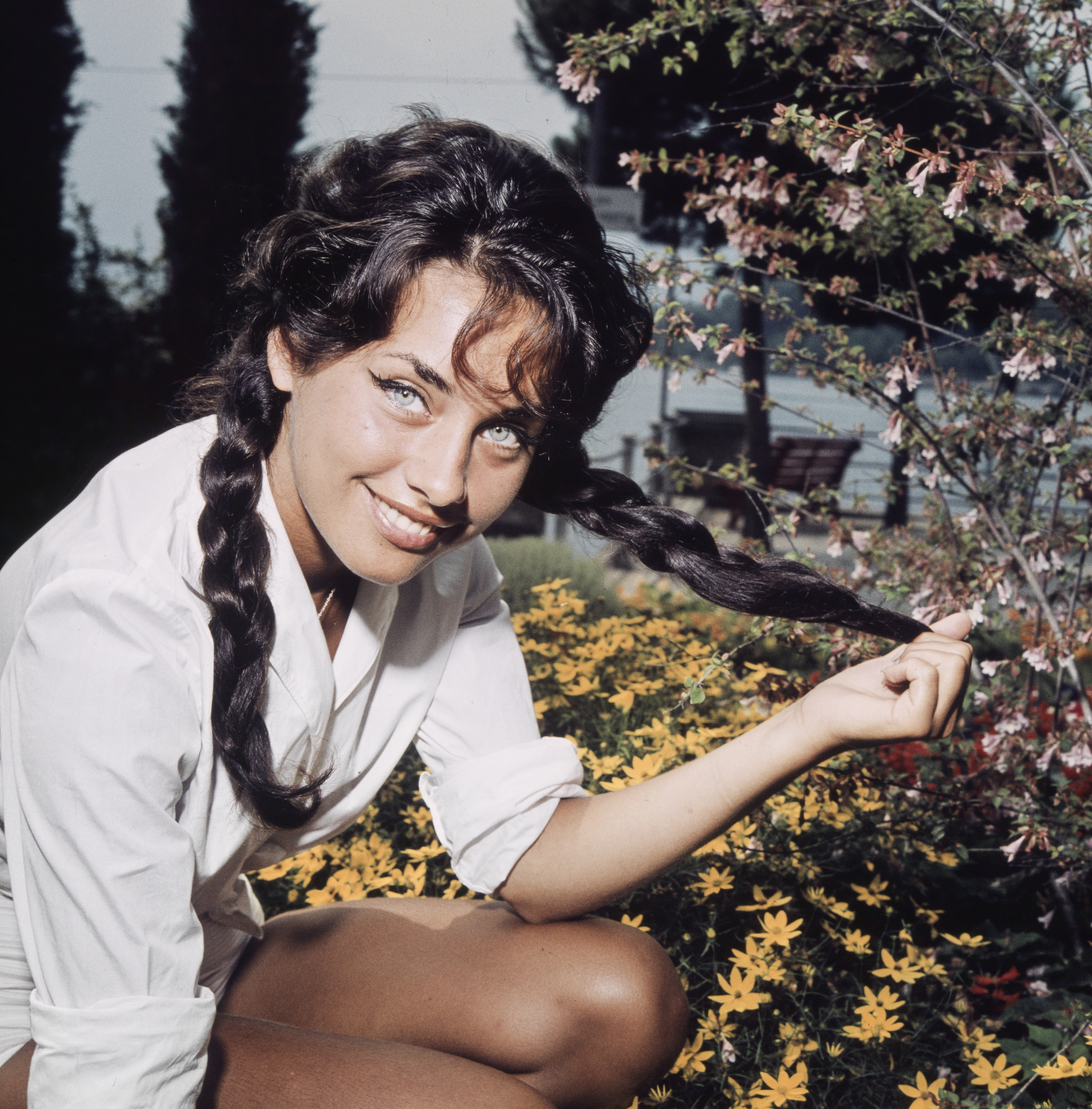
Vera Tschechowa (* 1940)

- 1940: Vera Tschechowa, deutsche Schauspielerin, Regisseurin und Produzentin
- 1940: Thomas Wayne, US-amerikanischer Rockabilly- und Pop-Sänger
- 1941: Harry Bähre, deutscher Fußballspieler
- 1941: George Clinton, US-amerikanischer Sänger und Songschreiber, Begründer des P-Funk
- 1941: Elizabeth Jeffreys, britische Byzantistin und Neogräzistin
- 1942: Peter Habeler, österreichischer Extrembergsteiger
- 1942: Bernd Schröder, deutscher Fußballtrainer
- 1944: Rick Davies, britischer Musiker
- 1944: Lew Hohmann, deutscher Filmemacher und Filmwissenschaftler

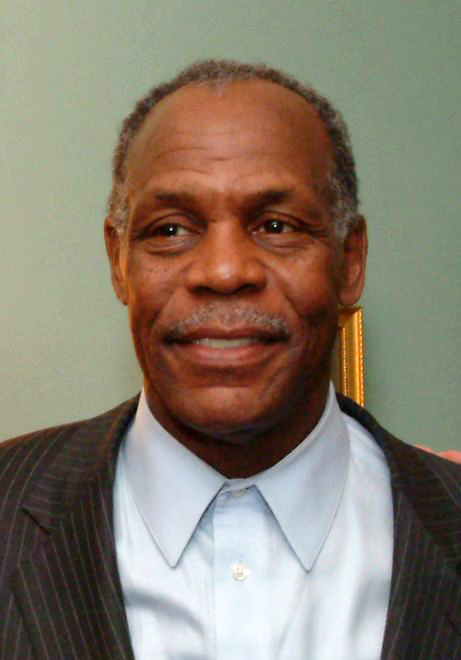
Danny Glover (* 1946)

- 1946: Danny Glover, US-amerikanischer Schauspieler
- 1946: Mireille Mathieu, französische Sängerin
- 1947: Albert Brooks, US-amerikanischer Schauspieler
- 1947: Don Henley, US-amerikanischer Musiker
- 1948: Frieder Andrich, deutscher Fußballspieler
- 1948: Susan E. Hinton, US-amerikanische Autorin
- 1948: Otto Waalkes, deutscher Komiker, Cartoonist und Schauspieler
- 1949: Alan Menken, US-amerikanischer Komponist
- 1949: Lasse Virén, finnischer Leichtathlet
- 1950: Josef Falkinger, österreichischer Volkswirt
- 1950: Milena Rezková, tschechische Hochspringerin, Olympiasiegerin

#### 1951–1975
- 1951: J. V. Cain, US-amerikanischer American-Football-Spieler
- 1951ː Tisa Farrow, US-amerikanische Schauspielerin
- 1953: René Vandereycken, belgischer Fußballspieler und -trainer

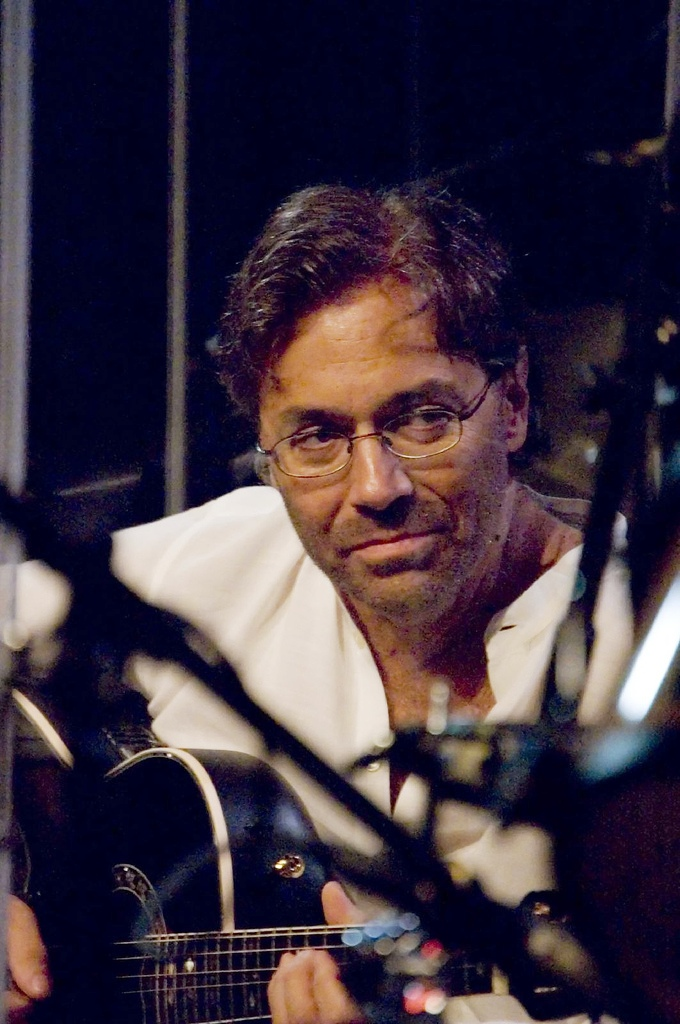
Al Di Meola (* 1954)

- 1954: Al Di Meola, italienisch-US-amerikanischer Gitarrist
- 1954: Axel Horstmann, deutscher Politiker
- 1954: Petra Uhlig, deutsche Handballspielerin
- 1955: Willem Dafoe, US-amerikanischer Schauspieler
- 1955: Manuela Wiesler, österreichische Flötistin
- 1956: Basilio Athai, myanmarischer Erzbischof
- 1956: Asmi Bischara, israelisch-arabischer Politiker
- 1958: Eve Beglarian, US-amerikanische Komponistin

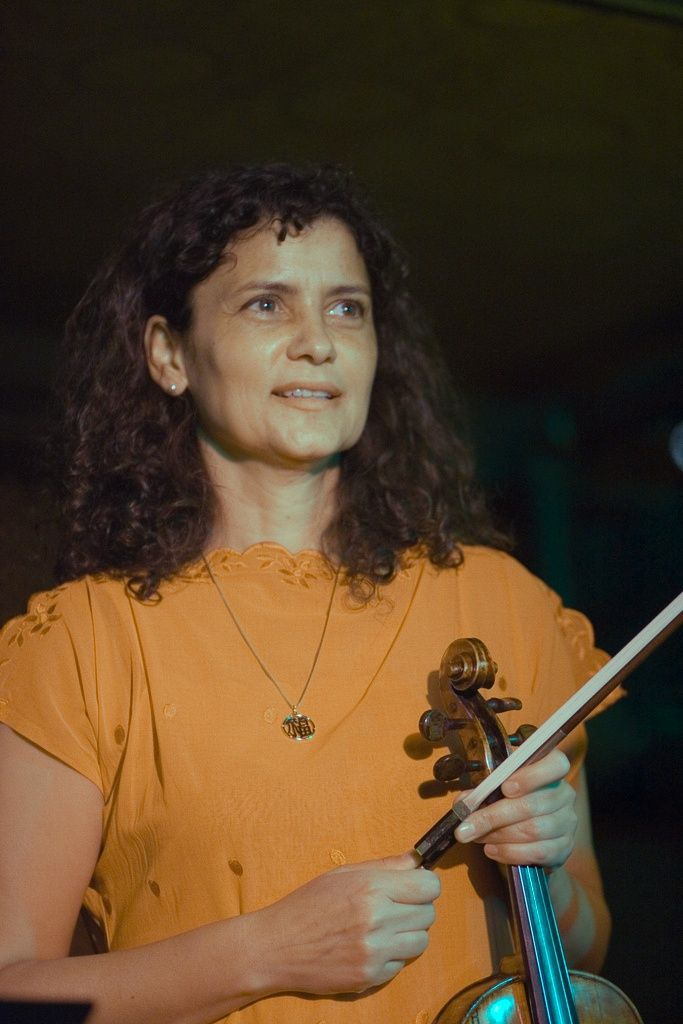
Iva Bittová (* 1958)

- 1958: Iva Bittová, tschechische Sängerin, Schauspielerin und Violinistin
- 1958: Stanislaw Leonowitsch, sowjetischer Eiskunstläufer
- 1959: Attila Reményi, ungarischer Komponist
- 1959: Paulus Terwitte, deutscher Ordensmann
- 1960: Jon Oliva, US-amerikanischer Musiker
- 1961: Ibo, deutsch-mazedonischer Schlagersänger
- 1961: Ueli Schmezer, Schweizer Fernsehmoderator und Sänger
- 1961: Keith Sweat, US-amerikanischer Musiker
- 1962: Steve Albini, US-amerikanischer Musiker
- 1963: Carmen Birkle, deutsche Amerikanistin
- 1963: Emilio Butragueño, spanischer Fußballer
- 1963: Ian Gray, australischer Fußballspieler
- 1964: Sylvain Bataille, französischer Geistlicher
- 1964: Will Calhoun, US-amerikanischer Rock- und Fusion-Schlagzeuger
- 1964: Britta Dassler, deutsche Politikerin
- 1964: Matthias Frey, deutscher Richter und Politiker
- 1964: Christian Haub, deutsch-amerikanischer Unternehmer
- 1964: Adam Godley, britischer Schauspieler
- 1964: Daniel Kempin, deutscher Kantor, Sänger und Gitarrist
- 1964: Bonnie Langford, britische Schauspielerin
- 1964: John Leguizamo, kolumbianischer Schauspieler
- 1964: Anneke von der Lippe, norwegische Schauspielerin
- 1964: Rachid Mrabet, marokkanischer Agronom
- 1964: David Spade, US-amerikanischer Schauspieler und Komiker
- 1964: Miroslav Tanjga, serbischer Fußballspieler
- 1964: Claudia Tausend, deutsche Geografin und Politikerin
- 1964: Amir Zaidan, syrischer Übersetzer und Autor
- 1964: Rolf Zielke, deutscher Pianist und Komponist
- 1965: Karl Koch, deutscher Computer-Hacker

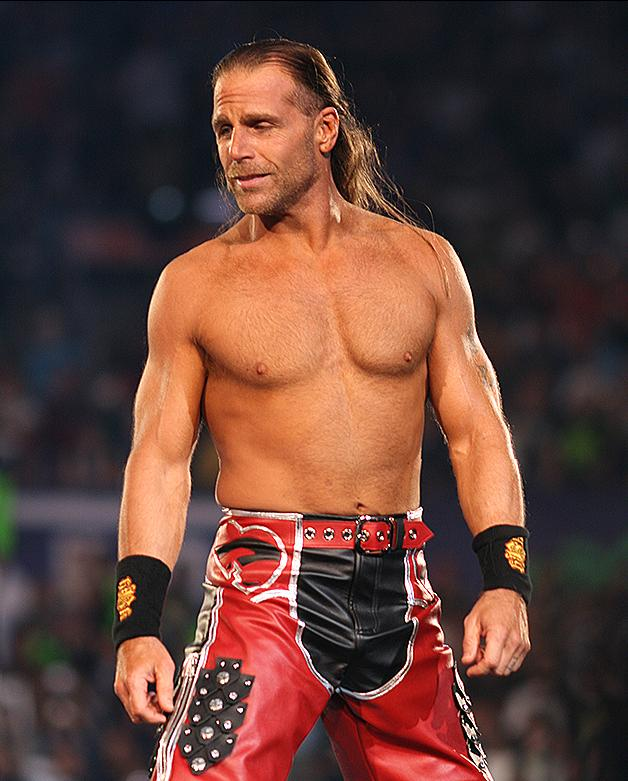
Shawn Michaels (* 1965)

- 1965: Shawn Michaels, US-amerikanischer Wrestler
- 1966: Tim Brown, US-amerikanischer American-Football-Spieler
- 1966: Daniel Nowak, deutscher Eishockeyspieler
- 1968: Arno Geiger, österreichischer Schriftsteller
- 1968: Rhys Ifans, britischer Schauspieler
- 1968: Karin Scheele, österreichische Politikerin, Mitglied des EU-Parlaments
- 1969: Jason Becker, US-amerikanischer Musiker
- 1969: Dani Kern, Schweizer Fußballkommentator
- 1969: Ronny Weller, deutscher Gewichtheber
- 1970: Sergei Alexandrowitsch Subow, russischer Eishockeyspieler
- 1971: Kristine Lilly, US-amerikanische Fußballspielerin
- 1971: Micheil Qawelaschwili, georgischer Politiker und ehemaliger Fußballspieler
- 1971: Henrik Wiese, deutscher Flötist und Synästhetiker
- 1972: Colin Ferguson, kanadischer Schauspieler
- 1972: Enid Tahirović, bosnischer Handballspieler
- 1973: Nicole Hess, deutsche Politikerin
- 1973: Rufus Wainwright, kanadisch-US-amerikanischer Singer-Songwriter
- 1974: Fabrice Anthamatten, französisch-schweizerischer Krimineller
- 1974: Ian James, britischer Automobilrennfahrer
- 1974: Franka Potente, deutsche Schauspielerin
- 1975: Sonja Baum, deutsche Schauspielerin
- 1975: Ben Bela Böhm, deutscher Schauspieler

#### 1976–2000
- 1976: Almedin Hota, bosnisch-herzegowinischer Fußballspieler
- 1976: Nadja Stefanoff, Opernsängerin, Sopran
- 1977: Parisa Fitz-Henley, US-amerikanisch-jamaikanische Schauspielerin
- 1978: A. J. Cook, kanadische Schauspielerin
- 1978: Dennis Rommedahl, dänischer Fußballspieler
- 1979: Lucas Luhr, deutscher Automobilrennfahrer
- 1980: Clemens Arvay, österreichischer Sachbuchautor

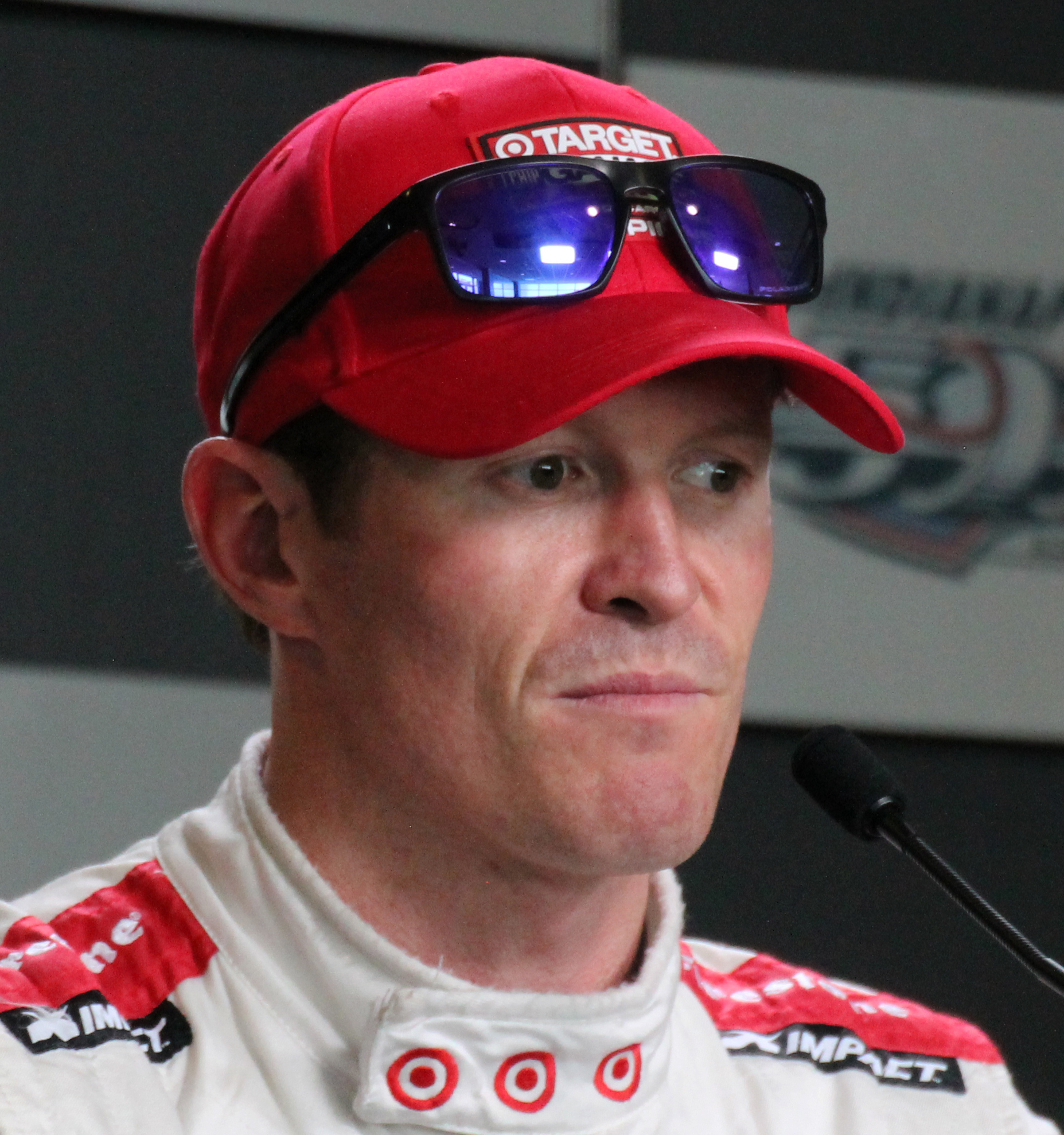
Scott Dixon (* 1980)

- 1980: Scott Dixon, neuseeländischer Automobilrennfahrer
- 1980: Dirk Kuyt, niederländischer Fußballspieler
- 1980: Marco Marchionni, italienischer Fußballspieler
- 1980: Kate Ryan, belgische Sängerin
- 1981: Clive Standen, britischer Schauspieler
- 1982: Jan Benzien, deutscher Kanute
- 1982: Anton Jewgenjewitsch Kalinitschenko, russischer Skispringer
- 1983: Sunny Bansemer, deutsche Theater- und Fernsehschauspielerin, Synchronsprecherin und Moderatorin

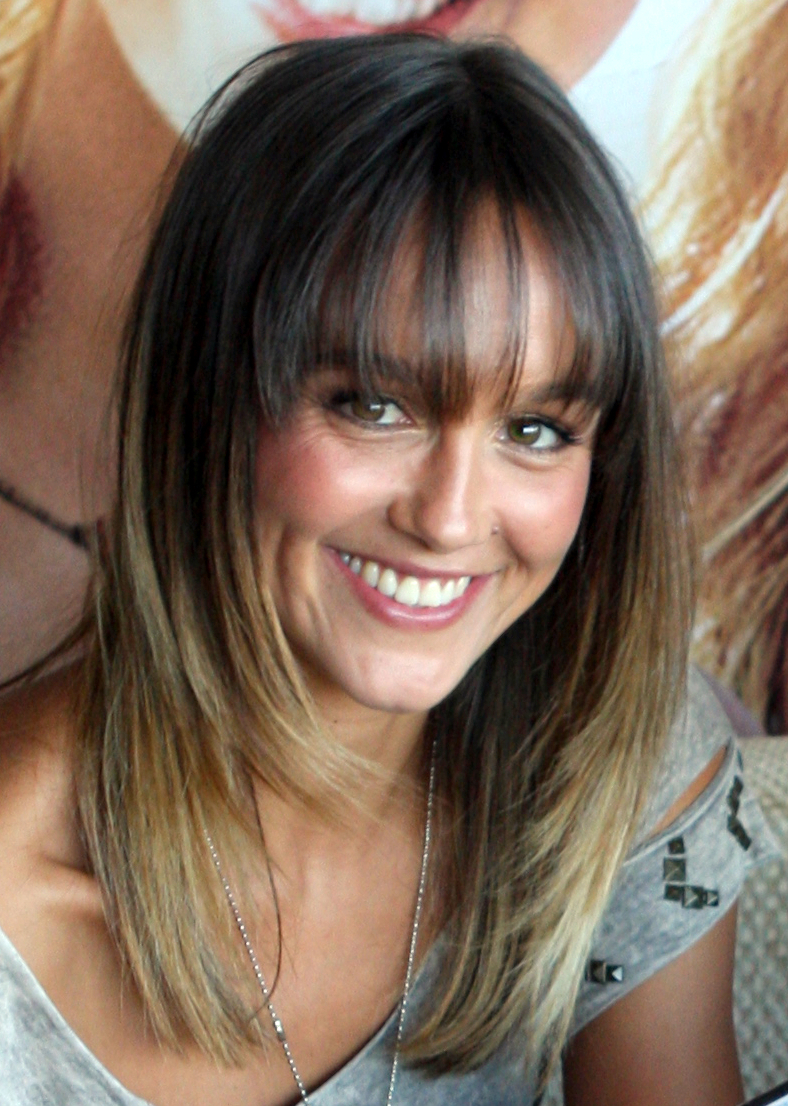
Sharni Vinson (* 1983)

- 1983: Sharni Vinson, australische Schauspielerin und Tänzerin
- 1984: Stewart Downing, englischer Fußballspieler
- 1984: Kaitinano Mwemweata, kiribatische Leichtathletin
- 1985: Boukary Dramé, senegalesischer Fußballspieler
- 1985: Mariama Signaté, französische Handballspielerin
- 1986: Alejandro del Valle-Lattanzio, kolumbianisch-italienisch-österreichischer Komponist
- 1986: Sean Lee, US-amerikanischer American-Football-Spieler
- 1987: Vladimir Burlakov, deutsch-russischer Schauspieler
- 1987: Daniel Finkenstein, deutscher Handballspieler
- 1987: Andrei Golubew, kasachischer Tennisspieler
- 1988: Tim Oliver Schultz, deutscher Schauspieler
- 1989: Tanju Kayhan, österreichischer Fußballspieler
- 1989: Yon Tumarkin, israelischer Schauspieler
- 1991: Omar Assar, ägyptischer Tischtennisspieler
- 1991: Kenny Elissonde, französischer Radrennfahrer

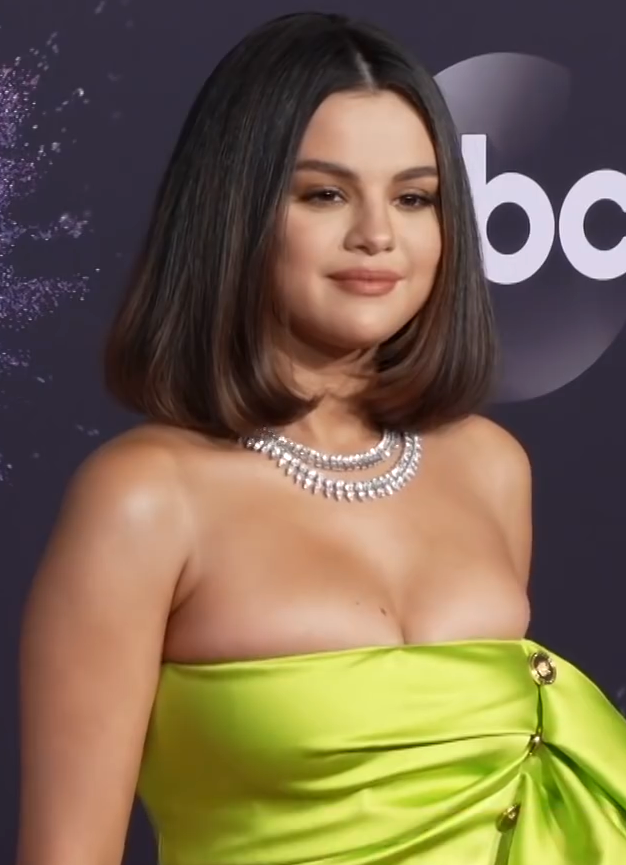
Selena Gomez (* 1992)

- 1992: Selena Gomez, US-amerikanische Schauspielerin und Sängerin
- 1992: Teresa Klamert, deutsche Schauspielerin
- 1992: Jannik Schümann, deutscher Schauspieler
- 1995: Ezekiel Elliott, US-amerikanischer American-Football-Spieler
- 1997: Tom Gronau, deutscher Schauspieler
- 1998: Paul Jaeckel, deutscher Fußballspieler
- 1998: Federico Valverde, uruguayischer Fußballspieler
- 1998: Elisa Lohmann, deutsche Volleyballspielerin
- 1998: Niels Zonneveld, niederländischer Dartspieler
- 1999: Letizia Paternoster, italienische Radsportlerin
- 2000: Niclas Anspach, deutscher Fußballspieler
- 2000: Anna-Karin Heijdenberg, schwedische Biathletin

### 21. Jahrhundert
- 2001: Casper van Uden, niederländischer Radrennfahrer
- 2004: Danil Wassiljew, kasachischer Skispringer
- 2013: George of Wales, ältester Sohn des britischen Kronprinzen

## Gestorben

### Vor dem 17. Jahrhundert
- 0954: Arnulf II., Pfalzgraf von Bayern

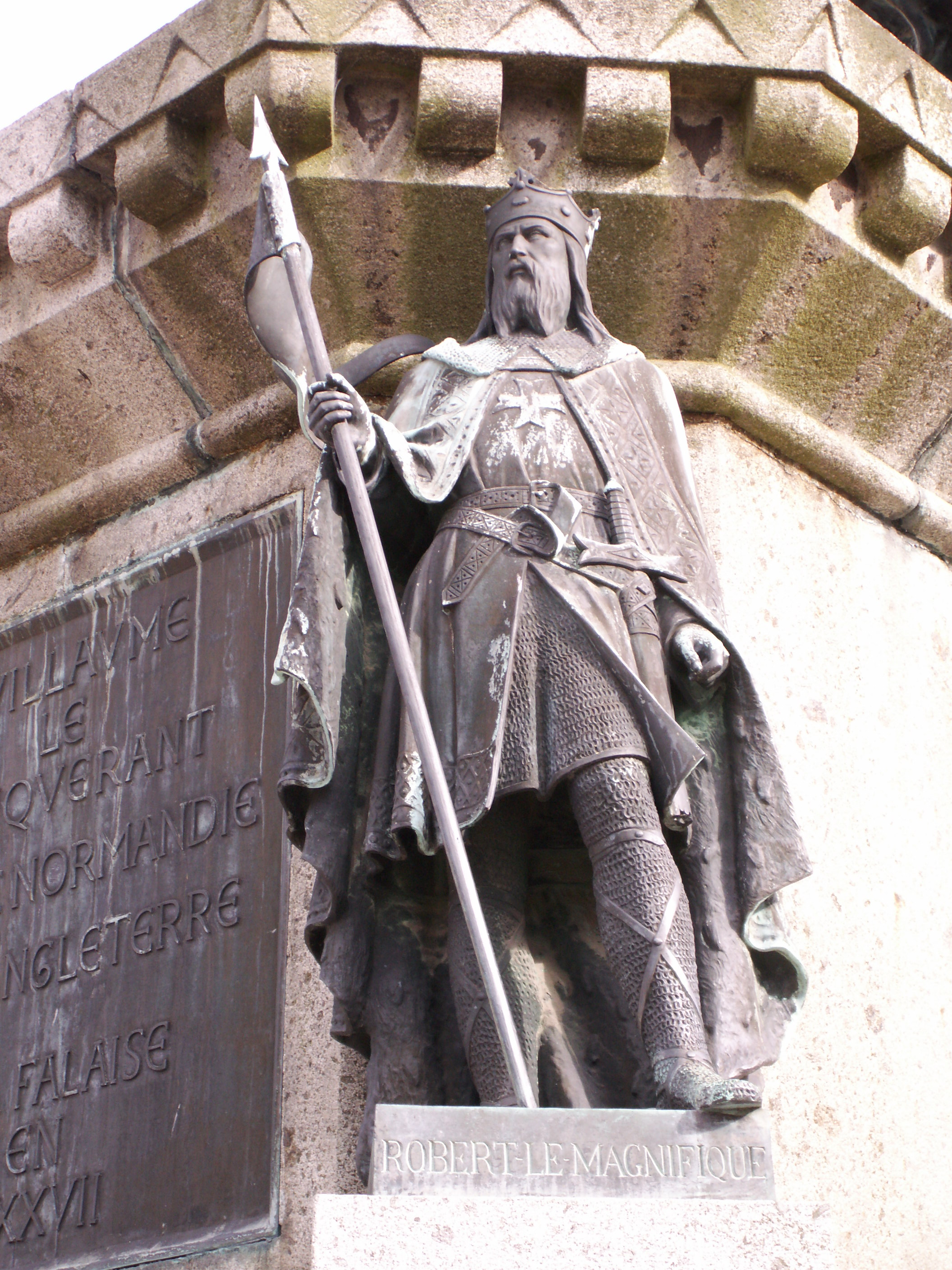
Robert I. († 1035)

- 1035: Robert I., Herzog der Normandie
- 1042: Hermann I., Bischof von Münster
- 1118: Hermann von Spanheim, Graf von Spanheim und Burggraf von Magdeburg
- 1160: Al-Fa’iz, dreizehnter Kalif der Fatimiden
- 1217: Hadmar II. von Kuenring, österreichischer Ministerialadeliger
- 1223: Otto, Abt von St. Blasien
- 1240: John de Lacy, 1. Earl of Lincoln, englischer Magnat
- 1253: Albert III., Graf von Tirol und Vogt von Trient und Brixen
- 1258: Meinhard I., Graf von Görz und Istrien, Graf von Tirol sowie Vogt von Aquileia, Trient, Brixen und Bozen
- 1279: Philipp von Spanheim, Erwählter zum Erzbischof (Elekt) von Salzburg, Patriarch von Aquileia, Graf von Lebenau und nomineller Herzog von Kärnten
- 1280: Walter of Bronescombe, Bischof von Exeter
- 1281: Johann von Ennsthal, Bischof von Chiemsee und Bischof von Gurk
- 1298: Herbert de Maxwell, schottischer Ritter
- 1298: John Stewart of Bonkyl, schottischer Adeliger
- 1322: Ludwig I., Graf von Nevers, Graf von Rethel und Erbgraf von Flandern
- 1329: Cangrande I. della Scala, Stadtherr (Signore) von Verona
- 1362: Ludwig von Durazzo, Graf von Gravina
- 1376: Simon Langham, Erzbischof von Canterbury und Lordkanzler
- 1383: Kunigunde von Sayn, deutsche Adelige
- 1391: Nicholas Audley, 4. Baron Audley of Heleigh, englischer Adeliger
- 1435: Heinrich von Sachsen, Fürst aus der Dynastie der Wettiner
- 1444: Oddantonio da Montefeltro, Herzog von Urbino

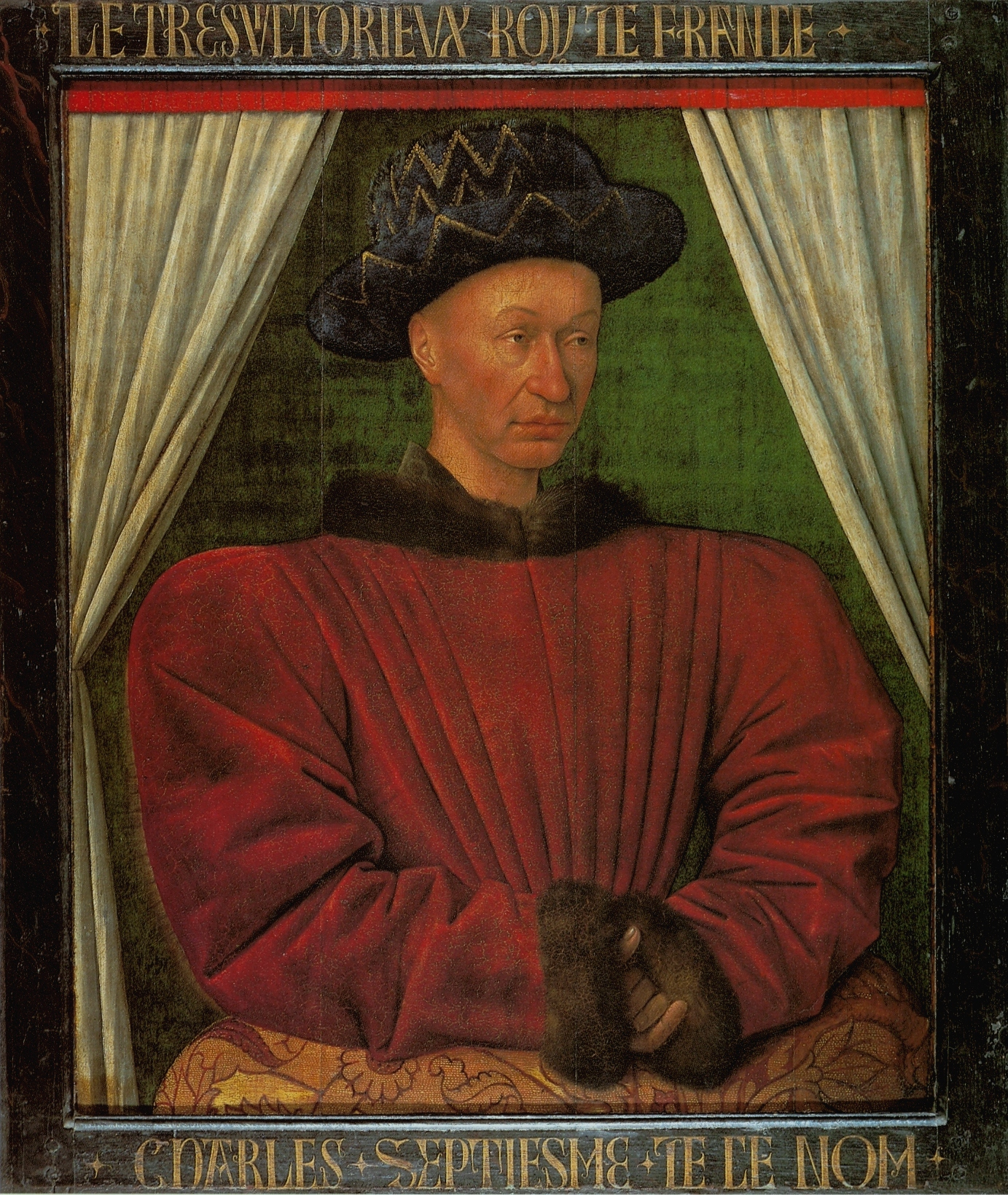
Karl VII. († 1461)

- 1461: Karl VII., König von Frankreich
- 1480: Margareta von Cilli, Herzogin von Teschen, Glogau und Steinau
- 1484: John Maxwell, Master of Maxwell, schottischer Adeliger
- 1497: Francesco Botticini, italienischer Maler
- 1499: Heinrich VII. von Fürstenberg, deutscher Adeliger
- 1506: Francisco Lloris y de Borja, Kardinal der katholischen Kirche
- 1535: Johann Ingenwinkel, deutscher Domherr und Propst
- 1540: Johann III. von Metzenhausen, Erzbischof und Kurfürst von Trier
- 1540: Johann Zápolya, Fürst von Siebenbürgen
- 1564: Peter Cyro, Schweizer Jurist und Politiker
- 1575: Franciscus Maurolicus, italienischer Universalgelehrter
- 1580: Hieronymus Lotter, deutscher Baumeister der Renaissance
- 1581: Richard Cox, englischer Geistlicher, Dekan von Westminster und Bischof von Ely
- 1590: Leone Leoni, italienischer Bildhauer, Goldschmied und Medailleur
- 1592: Ludwig Rabus, deutscher lutherischer Theologe und Konfessionalist
- 1600: Laurentius Fabritius, Weihbischof in Köln

### 17. und 18. Jahrhundert
- 1610: Karl I., Herzog von Mecklenburg-Güstrow
- 1619: Laurentius von Brindisi, italienischer Theologe

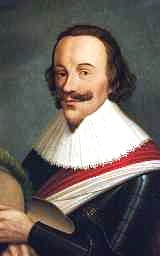
Johann von Aldringen († 1634)

- 1634: Johann von Aldringen, deutscher Feldherr im Dreißigjährigen Krieg
- 1639: Rutilio Manetti, italienischer Maler
- 1645: Gaspar de Guzmán, Conde de Olivares, spanischer Politiker
- 1652: Jacques Specx, Generalgouverneur von Niederländisch-Ostindien
- 1674: Pedro de Camprobín, spanischer Maler
- 1676: Clemens X., Papst
- 1698: Claude Boyer, französischer Bühnenautor
- 1700: Alderano Cibo, italienischer Kardinal
- 1719: Heneage Finch, 1. Earl of Aylesford, britischer Adeliger und Politiker

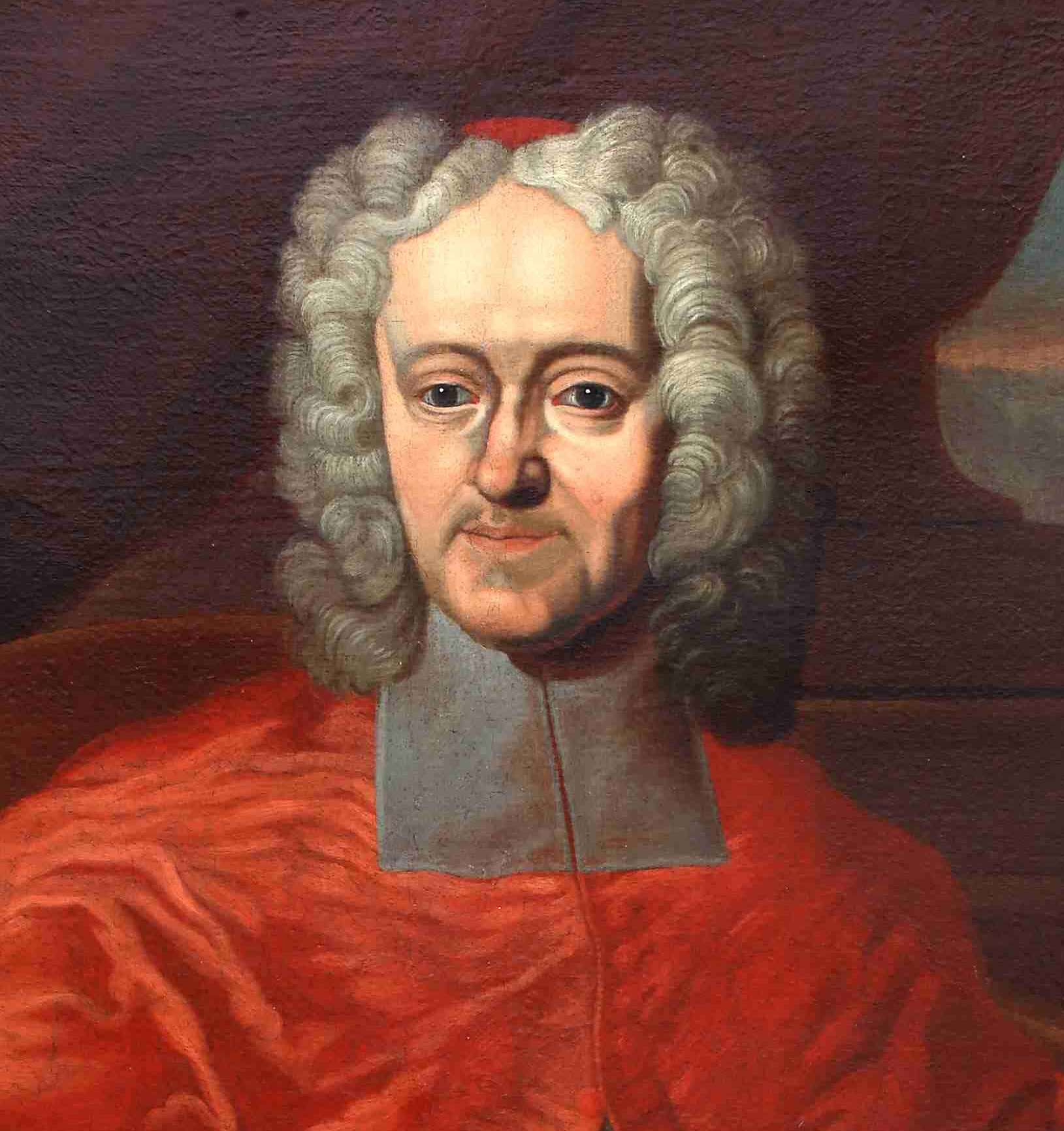
Wolfgang Hannibal von Schrattenbach († 1738)

- 1738: Wolfgang Hannibal von Schrattenbach, Fürstbischof von Olmütz, Vizekönig von Neapel sowie Kardinal
- 1746: Maria Theresia Rafaela von Spanien, Dauphine von Frankreich
- 1751: Johann Melchior Kraft, deutscher lutherischer Theologe
- 1760: Charles de Bourbon, Graf von Charolais, Libertin
- 1765: Carl Alexander Clerck, schwedischer Entomologe und Arachnologe
- 1792: Antonín Boll, tschechischer Philosoph und Jesuit
- 1795: Johann Caspar Ludwig Mencke, deutscher Rechtswissenschaftler
- 1800: Christian Heinrich Schmid, deutscher Rechtswissenschaftler, Literaturwissenschaftler und Rhetoriker

### 19. Jahrhundert
- 1802: Xavier Bichat, französischer Anatom
- 1803: Domenico Corvi, italienischer Maler

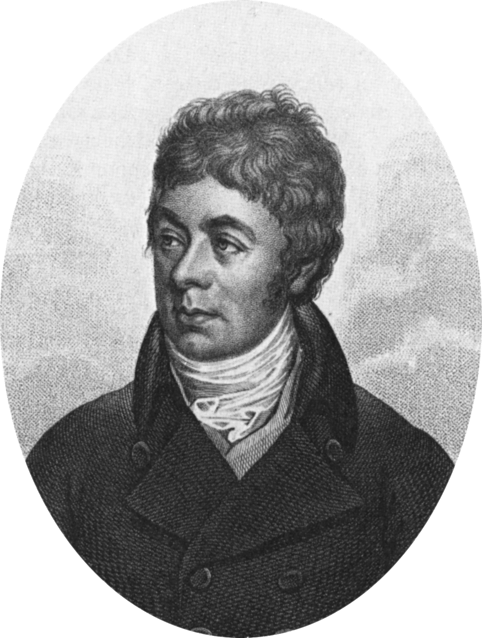
George Shaw († 1813)

- 1813: George Shaw, britischer Botaniker und Zoologe
- 1817: Christlieb Georg Heinrich Arresto, deutscher Schauspieler und Dichter
- 1823: William Bartram, US-amerikanischer Naturforscher
- 1826: Giuseppe Piazzi, italienischer Astronom, Mathematiker und Theologe
- 1832: Napoleon Franz Bonaparte, Sohn von Napoléon Bonaparte
- 1836: Karl von Müller-Friedberg, Schweizer Diplomat und Staatsmann
- 1840: Józef Javurek, tschechischer Pianist, Dirigent und Komponist
- 1843: Giustiniano degli Avancini, italienischer Maler
- 1845: Heinrich von Bellegarde, österreichischer Feldmarschall und Staatsmann
- 1861: Barnard Elliott Bee, US-amerikanischer Offizier, Brigadegeneral der Konföderierten-Armee im Amerikanischen Bürgerkrieg
- 1861: Gregor Wilhelm Nitzsch, deutscher klassischer Philologe

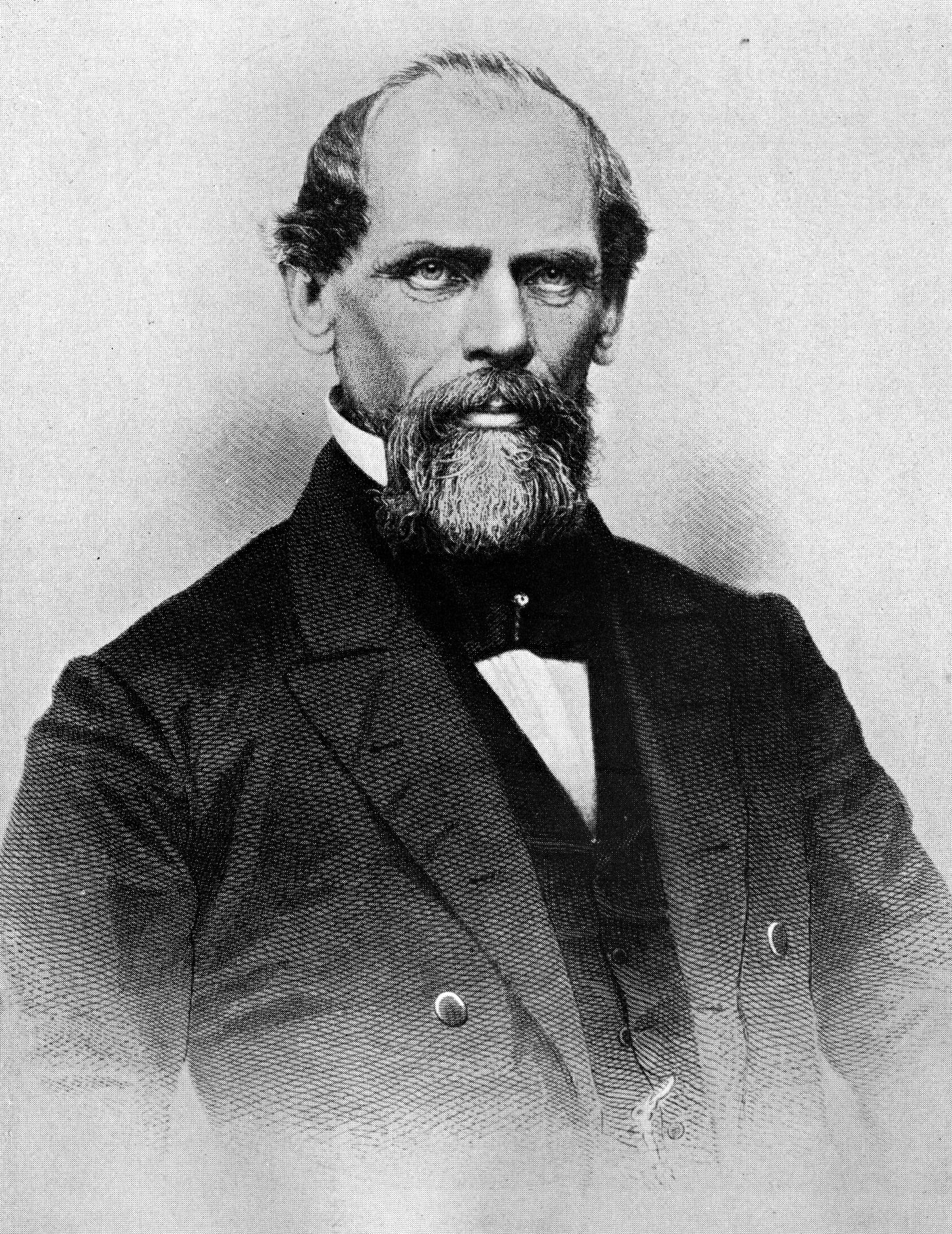
John Augustus Roebling († 1869)

- 1869: John Augustus Roebling, deutscher Ingenieur
- 1870: Josef Strauss, österreichischer Komponist
- 1874: Johann Friedrich Bruch, deutscher Theologe
- 1880: Johann Hermann Sanning, deutsch-US-amerikanischer Baumeister
- 1882: Ludwig Auerbach, deutscher Dichter
- 1883: Josef Plachutta, deutscher Schachspieler und Problemkomponist
- 1884ː Nina de Callias, französische Salonière und Schriftstellerin
- 1894: Julius von Bose, preußischer General
- 1895: Rudolf von Gneist, preußischer Jurist und Politiker
- 1896: Emil Scaria, österreichischer Opernsänger
- 1899: Siegfried Saloman, dänischer Komponist

### 20. Jahrhundert

#### 1901–1950
- 1901: Alfred Agricola, deutscher Reichsgerichtsrat

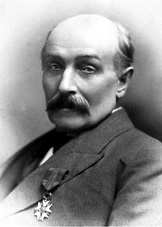
William Randal Cremer († 1908)

- 1902: Mieczysław Halka Ledóchowski, Kardinal und Erzbischof von Gniezno
- 1908: William Randal Cremer, britischer Gewerkschafter und Politiker, Nobelpreisträger
- 1909: Oscar Byström, schwedischer Komponist
- 1909: Detlev von Liliencron, deutscher Dichter und Schriftsteller
- 1913: Johann Jakob Bernoulli, Schweizer Archäologe
- 1915: Sandford Fleming, kanadischer Ingenieur
- 1916: James Whitcomb Riley, US-amerikanischer Autor
- 1924: Claude Augé, französischer Verleger, Romanist und Lexikograf
- 1924: Auda Abu Tayi, arabischer Feldherr
- 1925: Albert Jaegers, deutsch-amerikanischer Bildhauer
- 1926: Friedrich von Wieser, österreichischer Ökonom
- 1928: Johannes Steinmeyer, deutscher Orgelbauer
- 1929: Bror Beckman, schwedischer Komponist
- 1930: Karl Škoda, österreichischer Veterinär und Universitätslehrer
- 1931: Otto Rossbach, deutscher Altphilologe und Archäologe
- 1932: Reginald Fessenden, kanadischer Erfinder und Rundfunkpionier
- 1932: Errico Malatesta, italienischer Anarchist

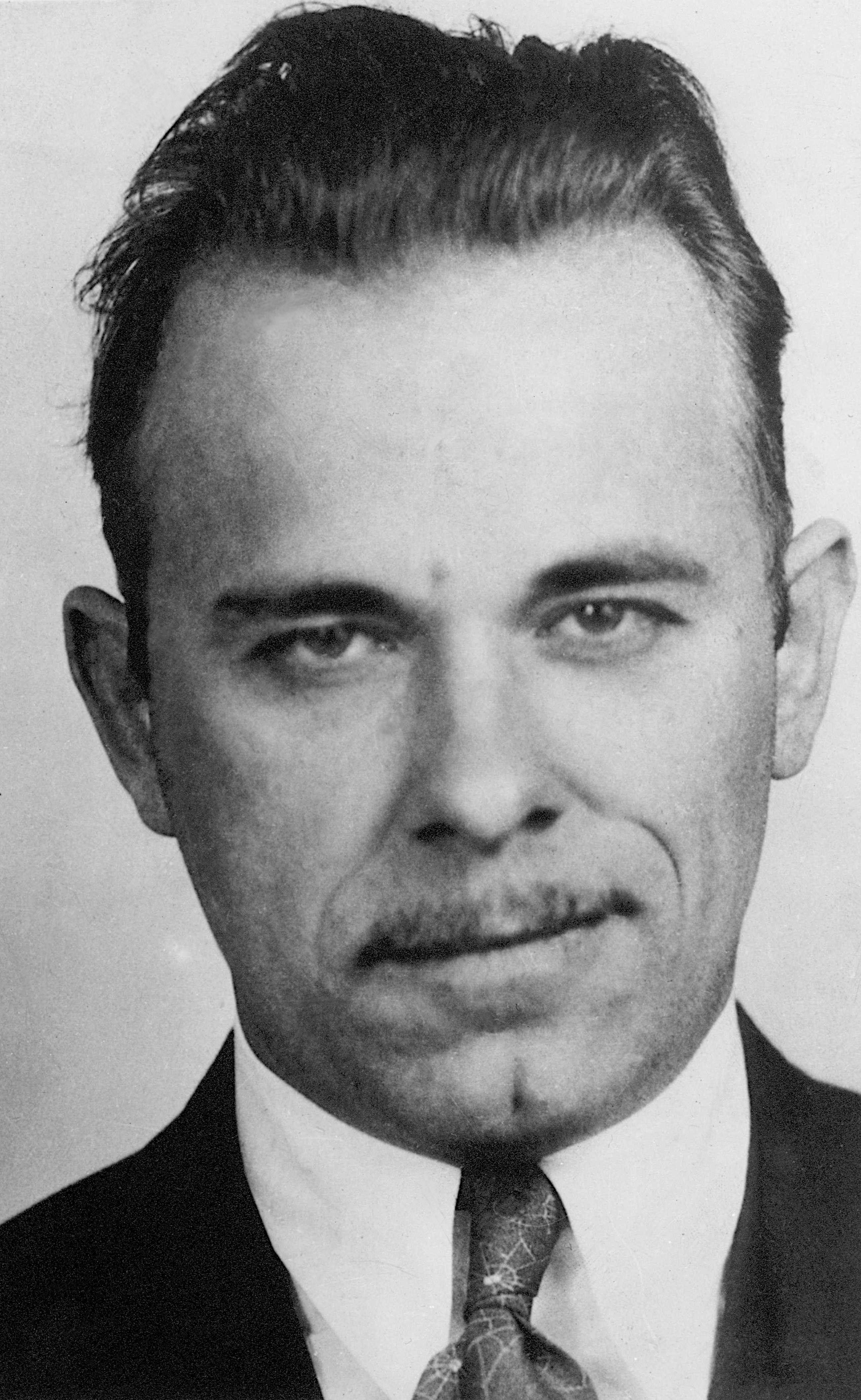
John Dillinger († 1934)

- 1934: John Dillinger, US-amerikanischer Bankräuber, erste vom FBI als Staatsfeind Nr. 1 betrachtete Person
- 1936: Toni Kurz, deutscher Bergsteiger
- 1942: Heinrich Reimers, deutscher Publizist
- 1947: Josef Behrens, deutscher Ingenieur und Erfinder
- 1949: Ernst Poensgen, deutscher Großindustrieller
- 1950: William Lyon Mackenzie King, kanadischer Politiker

#### 1951–2000
- 1952: Antonio María Valencia, kolumbianischer Komponist
- 1953: Charlotte Wedell, dänische Mathematikerin
- 1955: Hans Tichi, deutscher Vertriebenenpolitiker
- 1958: Michail Michailowitsch Soschtschenko, russischer Schriftsteller
- 1960: Wolf von Niebelschütz, deutscher Schriftsteller und Historiker
- 1964: Paul Eipper, deutscher Schriftsteller
- 1966: Frank Delahanty, US-amerikanischer Baseballspieler
- 1967: Hektor Ammann, Schweizer Historiker und Archivar

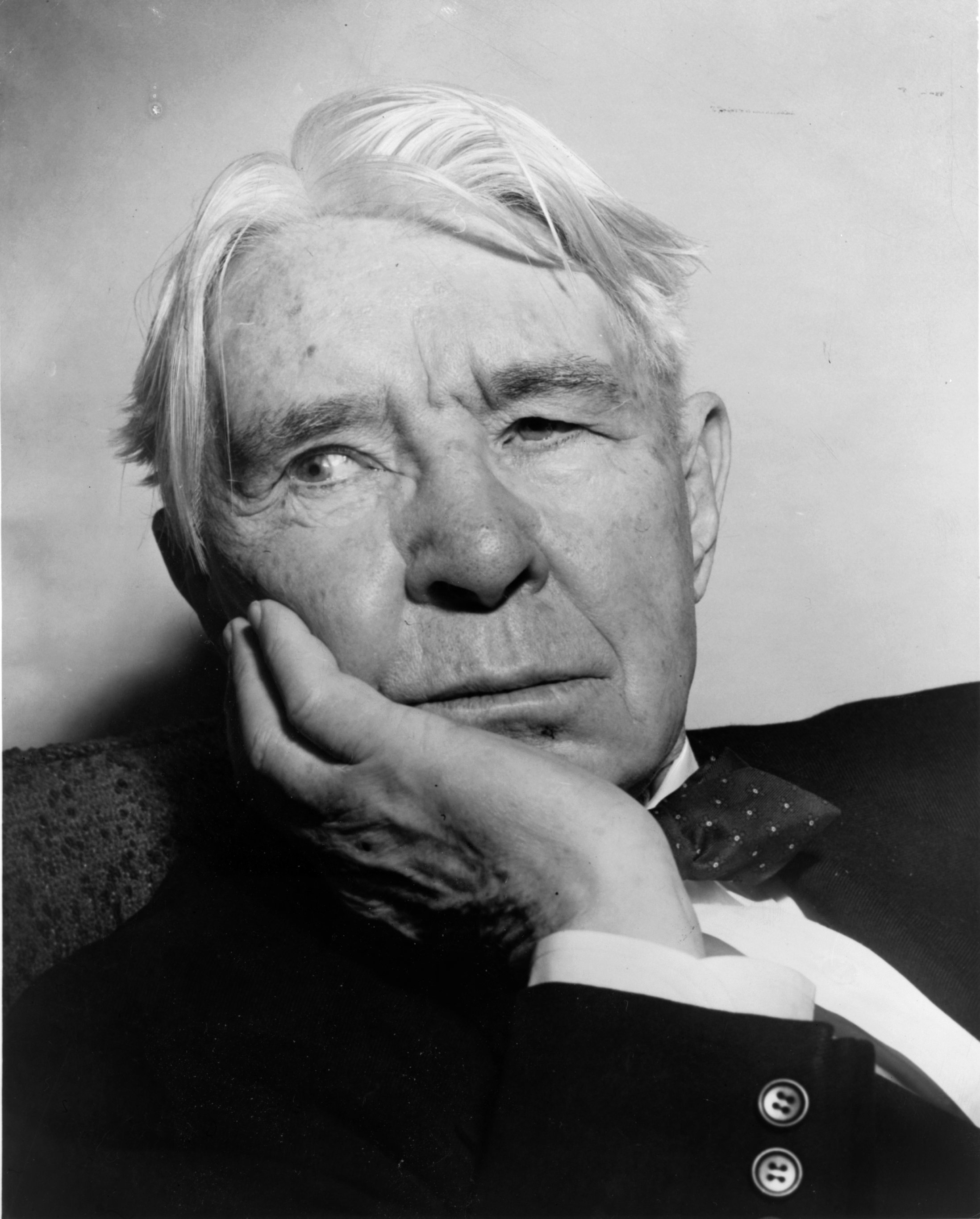
Carl Sandburg († 1967)

- 1967: Carl Sandburg, US-amerikanischer Lyriker
- 1968: Dorothy Champney, britische Automobilrennfahrerin
- 1968: Giovannino Guareschi, italienischer Journalist, Karikaturist und Schriftsteller
- 1970: Otto Konrad, deutscher Maler und Graphiker
- 1970: Fritz Kortner, deutscher Schauspieler und Theaterregisseur
- 1971: Ted Fiorito, US-amerikanischer Jazzmusiker
- 1971: Willy Max Rademacher, deutscher Politiker, MdB
- 1972: Max Aub, spanischer Schriftsteller
- 1972: Pavel Bořkovec, tschechischer Komponist
- 1972: Hugo Kauder, österreichisch-US-amerikanischer Komponist und Geiger
- 1974: Wilhelm Waldstein, österreichischer Schriftsteller, Komponist und Pädagoge
- 1977: Alice Roth,  Schweizer Mathematikerin
- 1978: André Chapelon, französischer Ingenieur
- 1979: J. V. Cain, US-amerikanischer American-Football-Spieler
- 1979: Sándor Kocsis, ungarischer Fußballspieler
- 1982: Sonny Stitt, US-amerikanischer Musiker
- 1982: Lloyd Waner, US-amerikanischer Baseballspieler
- 1985: Erwin Wicker, deutscher General
- 1986: Floyd Gottfredson, US-amerikanischer Comiczeichner und -texter, Cartoonist und Maler
- 1987: Beatrice Hagen, US-amerikanische Mathematikerin
- 1988: Patrick Newell, britischer Schauspieler
- 1989: Sudhir Sen, indischer Entwicklungsökonom und Agraringenieur
- 1989: Hans-Arno Simon, deutscher Komponist, Sänger, Pianist und Produzent
- 1989: Martti Talvela, finnischer Opernsänger
- 1990: Irene Ambrus, ungarische Sängerin und Schauspielerin
- 1990: Otmar Nussio, Schweizer Dirigent und Komponist

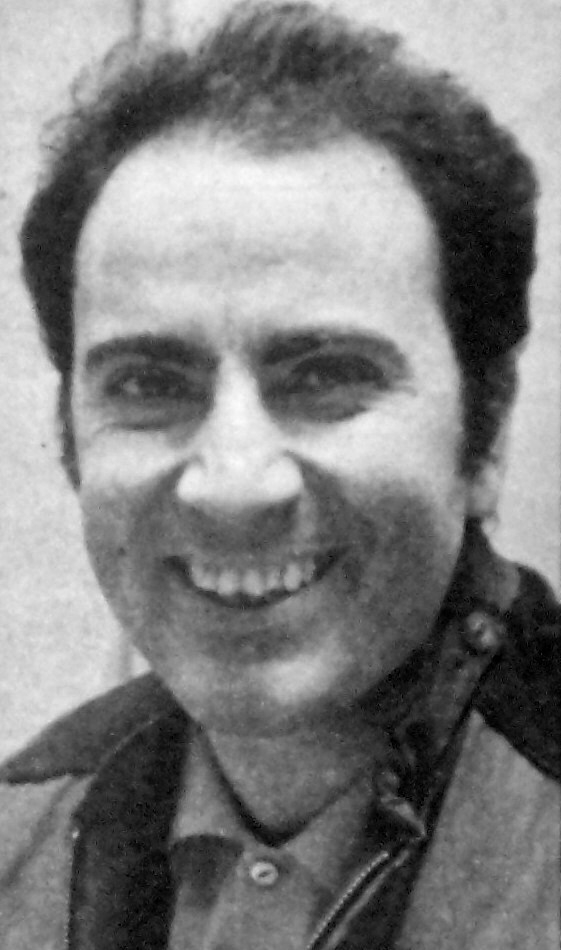
Manuel Puig († 1990)

- 1990: Manuel Puig, argentinischer Schriftsteller und Drehbuchautor
- 1992: Wayne McLaren, amerikanisches Fotomodell
- 1992: John Meyendorff, russisch-orthodoxer Theologe
- 1993: Piero Heliczer, italo-amerikanischer Underground-Filmemacher
- 1994: Rosmarie Buri, Schweizer Schriftstellerin
- 1995: Otakar Borůvka, tschechischer Mathematiker
- 1996: Tamara Danz, deutsche Sängerin (Silly)
- 1996: Peter Ludwig, deutscher Industrieller, Kunst-Mäzen
- 1997: Josef Veleba, österreichischer Hornist
- 1998: Fritz Buchloh, deutscher Fußballspieler
- 1998: Hermann Prey, deutscher Opernsänger
- 1999: Ģederts Ramans, lettischer Komponist
- 2000: Claude Sautet, französischer Drehbuchautor und Filmregisseur

### 21. Jahrhundert
- 2001: Dioris Valladares, puerto-ricanischer Komponist, Arrangeur, Sänger, Bandleader, Gitarrist und Perkussionist
- 2002: Solveig Sundborg, dänische Schauspielerin
- 2003: Qusai Hussein, Sohn von Saddam Hussein

Udai Hussein († 2003)

- 2003: Udai Hussein, Sohn von Saddam Hussein
- 2004: Sacha Distel, französischer Chansonnier und Komponist
- 2004: Illinois Jacquet, US-amerikanischer Musiker
- 2005ː Brigitte Kronauer, deutsche Schriftstellerin und Essayistin
- 2005: Jean Charles de Menezes, in London als vermeintlicher Terrorist erschossener Brasilianer
- 2006: Herbert Walther, deutscher Physiker
- 2006: Dika Newlin, US-amerikanische Komponistin, Musikwissenschaftlerin und Komponistin
- 2007: Ulrich Mühe, deutscher Schauspieler
- 2007: Gerhard Thielcke, deutscher Ornithologe und Umweltschützer
- 2008: Estelle Getty, US-amerikanische Schauspielerin
- 2008: Victor Almon McKusick, US-amerikanischer Humangenetiker
- 2010: Magnolia Antonino, philippinische Unternehmerin, Managerin und Politikerin
- 2010: Herbert Giersch, deutscher Ökonom
- 2010: Werner Stötzer, deutscher Bildhauer und Zeichner
- 2011: Tore Eikeland, norwegischer Politiker
- 2012: Miguel Arteche, chilenischer Schriftsteller und Dichter
- 2013ː Natalie de Blois, US-amerikanische Architektin

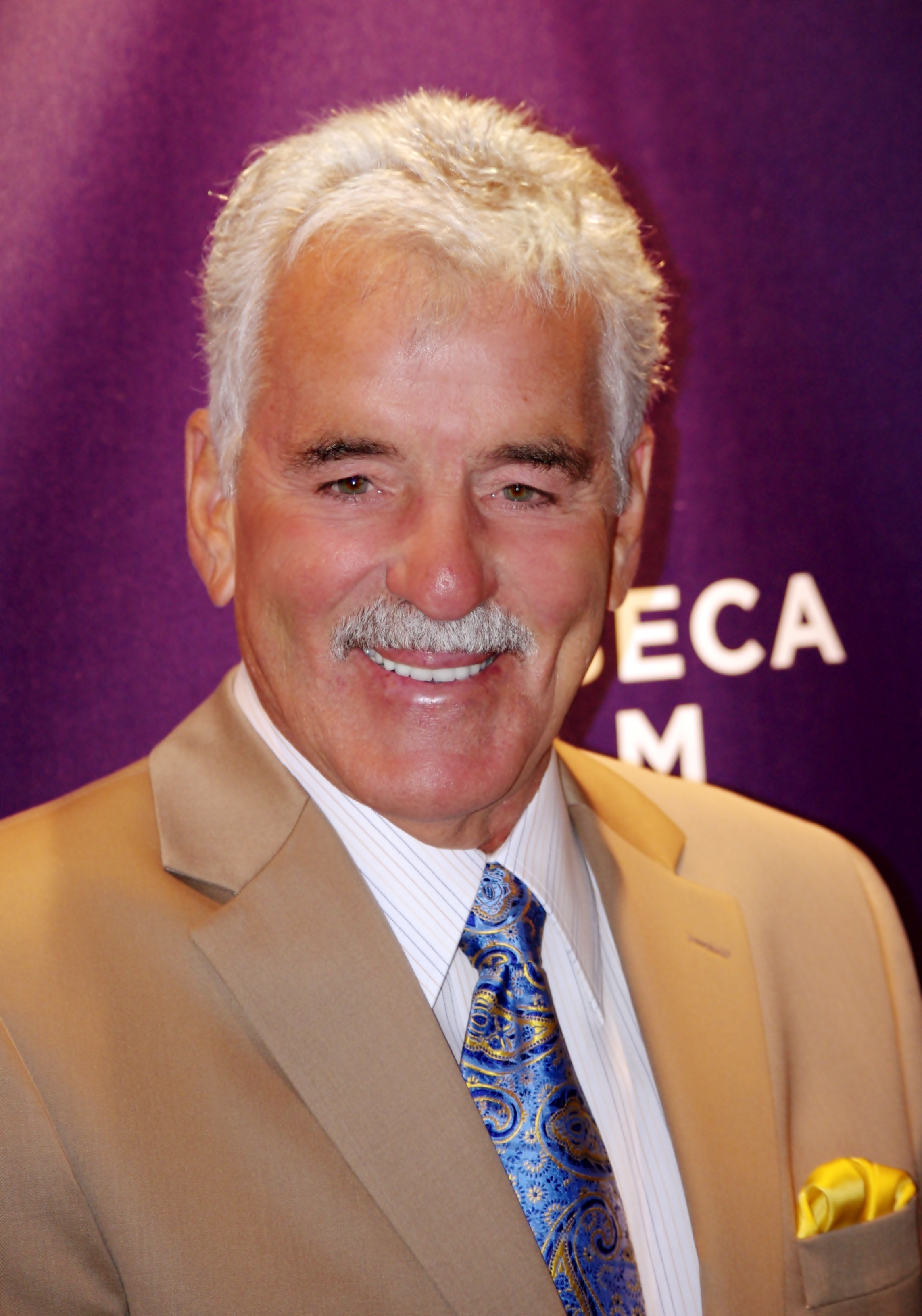
Dennis Farina († 2013)

- 2013: Dennis Farina, US-amerikanischer Schauspieler
- 2013: Valérie Lang, französische Schauspielerin
- 2014: Olaf Breidbach, deutscher Wissenschaftshistoriker
- 2014: Regina Poly, deutsche Landschaftsarchitektin, Architektin und Künstlerin
- 2014: Helmut Uhlig, deutscher Basketballspieler
- 2015: Natasha Parry, britische Schauspielerin
- 2015: Josef Scheungraber, deutscher Kriegsverbrecher

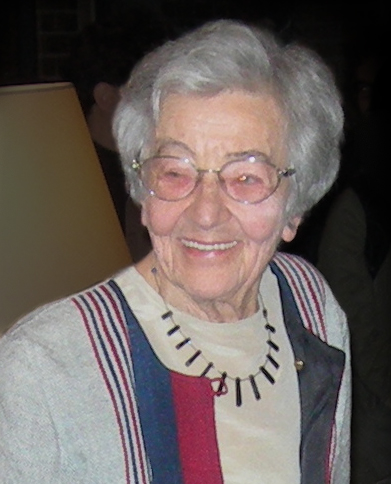
Ursula Franklin († 2016)

- 2016: Ursula Franklin, deutsch-kanadische Physikerin
- 2016: Peter Grau, deutscher Grafiker und Maler
- 2017: Bernard Consten, französischer Automobilrennfahrer
- 2017: Fritz Hellwig, deutscher Politiker
- 2017: Polo Hofer, Schweizer Rockmusiker
- 2018: Günter Eichberg, deutscher Unternehmensberater und Fußballfunktionär
- 2018: Werner Reiners-Kröncke, deutscher Sozialarbeitswissenschaftler
- 2019: Peter Hamm, deutscher Lyriker, Essayist und Literaturkritiker

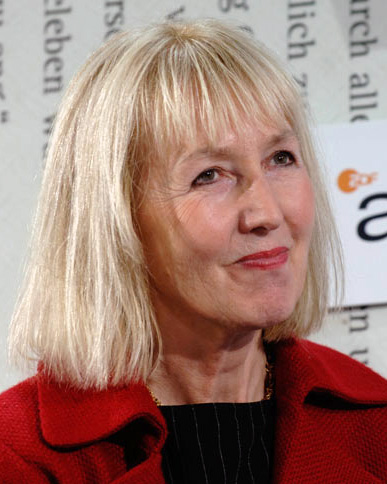
Brigitte Kronauer († 2019)

- 2019: Brigitte Kronauer, deutsche Schriftstellerin und Essayistin
- 2019: Li Peng, Vorsitzender des Nationalen Volkskongresses der Volksrepublik China
- 2020: Stephan Trepte, deutscher Rockmusiker (Reform)
- 2021: Ann Marie Flynn, US-amerikanische Hochspringerin
- 2021: Peter Schell, Schweizer Schauspieler
- 2022: Robert Boutigny, französischer Kanute
- 2023: Sherry Ayittey, ghanaische Politikerin und Ministerin
- 2024: Elena Mauti Nunziata, italienische Opernsängerin
- 2025: Ozzy Osbourne, britischer Rockmusiker

## Feier- und Gedenktage
- Kirchliche Gedenktage
  - Hl. Maria Magdalena, wichtigste Jüngerin Jesu Christi (evangelisch, anglikanisch, katholisch, orthodox, armenisch, koptisch)
  - Moritz Bräuninger, deutscher Missionar und Märtyrer (evangelisch)
- Namenstage
  - Marleen
- Weitere Informationen zum Tag
  - USA: Pi Approximation Day

Weitere Einträge enthält die Liste von Gedenk- und Aktionstagen.